# Ottawa
Ottawa u Otawa (ing. [ˈɒtəwə] (escuchar)ⓘ, fr. [ɔtaˈwa]) - es la capital federal de Canadá y la cuarta ciudad más grande del país. Está ubicada en el extremo sureste a orillas del río Ottawa, que integran el límite entre las provincias de Ontario y Quebec. Está localizada aproximadamente a 400 km al este de Toronto y 200 km al oeste de Montreal.
Según el censo del año 2011, la ciudad tiene 1 083 391 habitantes, aunque sumando la población de los suburbios la cifra se eleva a 2 148 785. Aunque en ella predomina la población anglófona, hay una significativa población francófona (32,6 %). Además, todos los servicios municipales de la ciudad son bilingües (inglés y francés).
El 31 de diciembre de 1857 la ciudad fue escogida por la reina Victoria del Reino Unido para ser la capital de Canadá, por ser un territorio neutral a la vista de las comunidades de habla inglesa y francesa. Asimismo, tiene una distancia importante con la frontera de los Estados Unidos de América, que en ese entonces pensaba en invadir las colonias británicas al norte.
Cabe destacar que pese a que Canadá es un Estado federal, su división administrativa no posee ningún distrito federal que albergue a la Capital nacional, a semejanza de otros países como Alemania (Berlín), Brasil (Brasilia), Argentina (Capital Federal), Estados Unidos (Distrito de Columbia) o Venezuela (Distrito Capital), sino que Ottawa pertenece a la provincia de Ontario como una municipalidad erigida en la Región de la Capital Nacional, que contiene a la región de Ottawa. Su área metropolitana incluye no solo los pueblos cercanos de Ontario, sino también la ciudad de Gatineau y la región de Outaouais que se encuentran en el lado quebequés del río Ottawa.
A pesar de la falta de distrito federal, existe la Comisión de la Capital Nacional (en inglés National Capital Commission, en francés Commission de la capitale nationale), un departamento del gobierno federal cuya responsabilidad es embellecer la Región de la Capital Nacional y mantener sus parques y atracciones históricas.

## Toponimia
El nombre "Ottawa" es derivado de la palabra algonquina Odawa que significa "al comercio".

## Historia

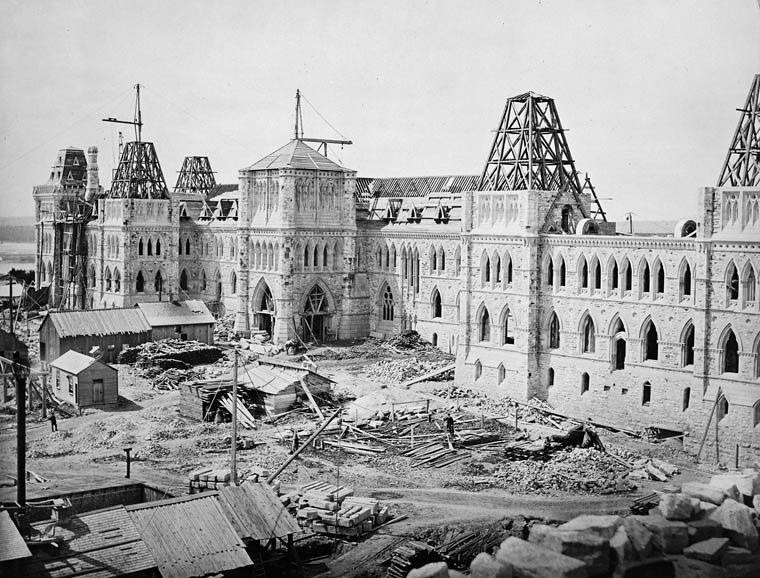
Construcción del Parlamento.

Los nativos algonquinos habitaban la región donde actualmente se ubica la ciudad de Ottawa mucho antes de la llegada de los primeros exploradores europeos. Ellos llamaban al río Ottawa "Kichesippi" —el Gran Río— y se denominaban a ellos mismos "Kichesippirini" (Gente del Gran Río). De hecho, este río era muy importante por la abundante pesca que les proporcionaba, así como medio de desplazamiento. Los comerciantes de pieles franceses lo llamaron "Ottawa" por la tribu de los Ottawa (en francés Outaouais), si bien solo habitaron el lugar durante unos pocos años.
En 1613, el francés Samuel de Champlain pasó por la región y a partir de entonces, cazadores y comerciantes de piel usarían el río Ottawa como ruta hacia el oeste canadiense. Con el fin de Nueva Francia en 1759, el área de Ottawa pasó a control británico y los colonos procedentes de Estados Unidos comenzaron a ocupar esas tierras.

### 1800-1867

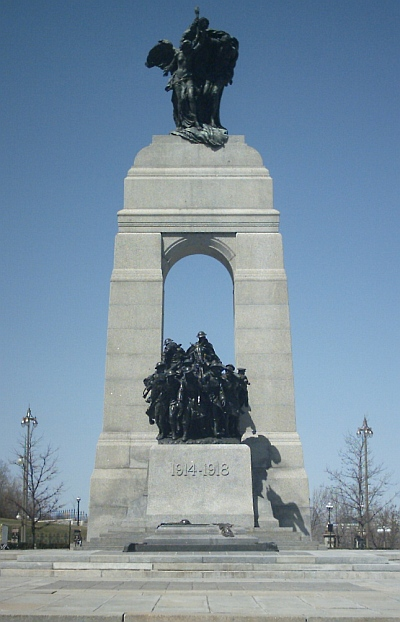
El National War Memorial, homenaje canadiense a las víctimas de la Primera Guerra Mundial, situado en Confederation Square.

Entre ellos se encontraba Philemon Wright, un granjero de Massachusetts que, en 1800, comenzó a cultivar un área al norte del río Ottawa y fundó una comunidad consagrada a la agricultura y al comercio maderero, a la que llamó Wright's Town (villa de Wright). Más tarde, tomó el nombre de Hull y en la actualidad forma parte de la ciudad de Gatineau. Luego, con el éxito comercial conseguido, otros colonos comenzaron a asentarse la región. Ira Honeywell fue la primera persona de ascendencia europea en colonizar la margen sur del río Ottawa, en 1811.
Tras la Guerra de 1812, los británicos temían otra invasión estadounidense contra Canadá. A causa de esto, los británicos decidieron construir un canal, el Canal Rideau, que conectaba el río San Lorenzo, a la altura de la ciudad de Kingston, al río Ottawa, con el propósito de transportar materiales y armas al interior de Canadá sin necesitar hacer uso del San Lorenzo, después de Kingston, ciudad peligrosamente cercana a Estados Unidos y vulnerable a posibles ataques. El Reino Unido mandó a la zona a ingenieros británicos, y se establecieron en el área donde ahora está Ottawa. La construcción del canal le fue confiada al teniente coronel John By y se llevó a cabo entre 1826 y 1832. Se considera a este coronel el primer constructor y planificador de lo que después sería la capital de Canadá. De acuerdo con los planes que desarrolló en 1828, se destinaron grandes extensiones de terreno para uso público en la entrada y a lo largo del Canal. Al principio, estas áreas se usaron para construir fortificaciones, aunque con el tiempo se convertirían en el lugar donde se localizan los Edificios del Parlamento de Canadá y la red de autopistas.
El asentamiento construido para albergar a los trabajadores se llamó Bytown en honor al coronel John By, y se completó en 1832, entonces con una población de aproximadamente 1900 habitantes. Los años siguientes a la construcción del Canal Rideau vieron a Bytown crecer y prosperar, en gran parte gracias a la floreciente industria maderera. Se construyeron tiendas, fábricas (que producían principalmente estufas y hachas), bancos, iglesias y escuelas. Puesto que el nombre Bytown ya no se correspondía con la gran y próspera comunidad, fue elevada al estatuto de ciudad en 1850, entonces con más de diez mil habitantes, y su nombre se cambió definitivamente a Ciudad de Ottawa.
El Alto y el Bajo Canadá, provincias coloniales de Inglaterra, fueron fusionadas en 1840 en una única provincia. Durante 17 años, quedó en el aire cual sería la capital definitiva de la nueva provincia unificada en lo político pero dividida en lo cultural. En este periodo, fueron capitales temporales las ciudades de Kingston, Montreal, Quebec y Toronto. Finalmente, la decisión recayó en la Reina Victoria, en 1857. Considerando las varias ciudades candidatas, incluyendo las cuatro mencionadas arriba, la Reina escogió Ottawa por tres motivos. De entrada, Ottawa estaba relativamente lejos de Estados Unidos, estando en una posición estratégicamente más segura que otras ciudades. Segundo, la localización de la ciudad, exactamente entre el Alto y el Bajo Canadá, disminuiría tensiones culturales entre los canadienses de origen francés y los de origen inglés. Y la tercera razón fue la belleza de la región donde se localizaba Ottawa.

### 1867-1945
En 1867, con la independencia de Canadá, Ottawa se convirtió en la nueva capital del recién creado país, y su población había alcanzado los 18 000 habitantes. La ciudad crecía de modo desorganizado, incluso se habían construido varias vías férreas en pleno centro de la ciudad, para la acomodación del transporte y del comercio maderero. En 1896, el entonces primer ministro de Canadá, Wilfrid Laurier, creó un programa de planificación urbana, cuyo principal objetivo era el embellecimiento de la ciudad, que no salió del papel.
En 1900, un incendio destruyó buena parte de la ciudad, causando que 14 000 ciudadanos se quedaran sin hogar, aunque solo murieron siete personas. La ciudad fue reconstruida lentamente, hasta 1912, cuando había alcanzado 90 000 habitantes. El 3 de febrero de 1916, la parte central del antiguo parlamento canadiense fue destruida en un incendio. La Casa de los Comunes se trasladó con carácter temporal al edificio que hoy es el Museo Canadiense de la Naturaleza, mientras se reconstruía la parte central, una estructura gótica, conocida como Peace Tower, que se hizo conocida con el paso del tiempo como el principal símbolo de la ciudad.
En 1937, el entonces primer ministro de Canadá, William Lyon Mackenzie King, encomendó a Jacques Gréber (famoso urbanista francés, responsable de la revitalización urbana de París) para que rediseñase la ciudad. Con el inicio de la Segunda Guerra Mundial, los planes se quedaron de nuevo en el papel y Jacques Gréber volvió a Francia.

### Desde 1945

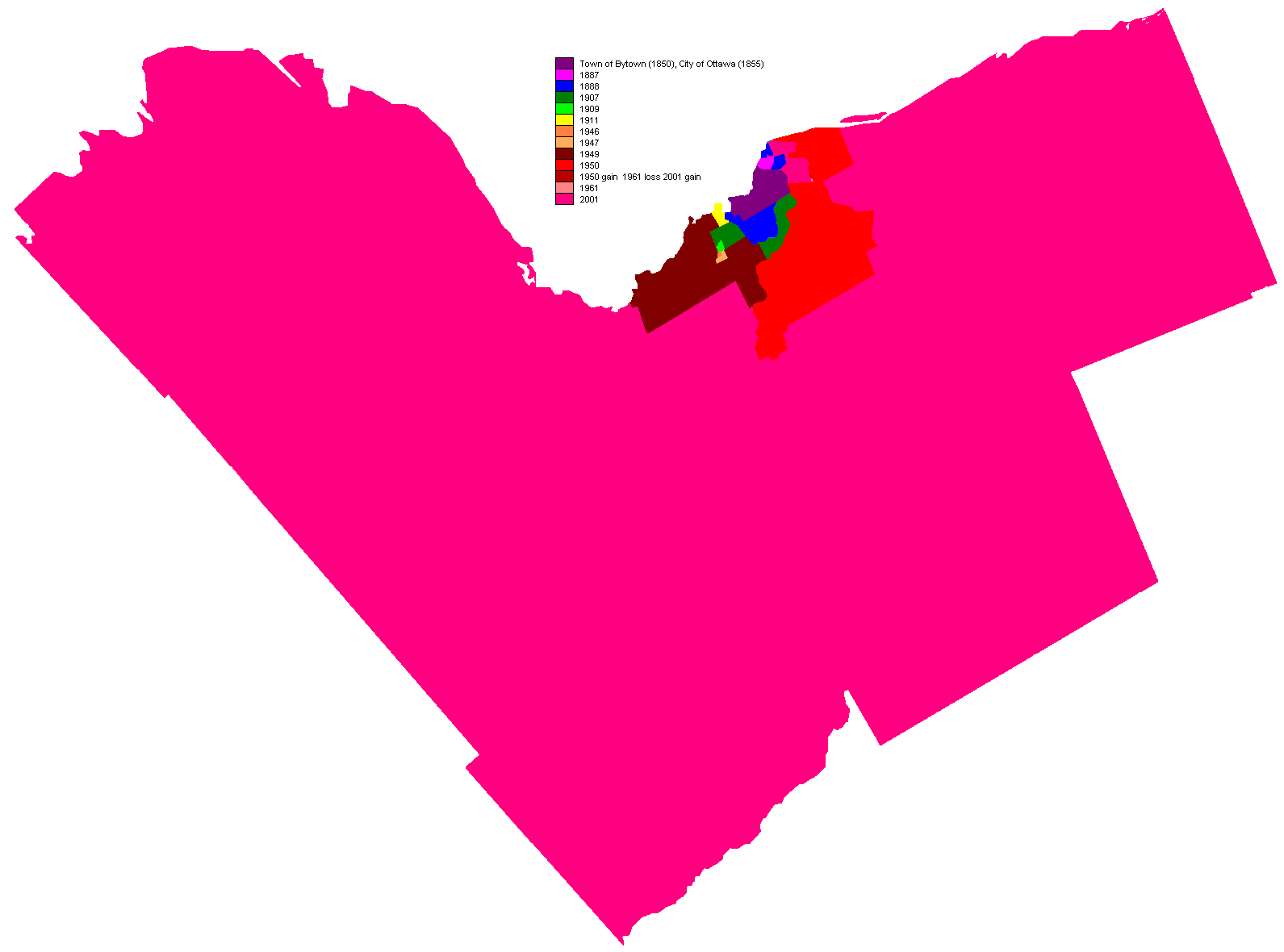
Plano de la expansión de Ottawa.

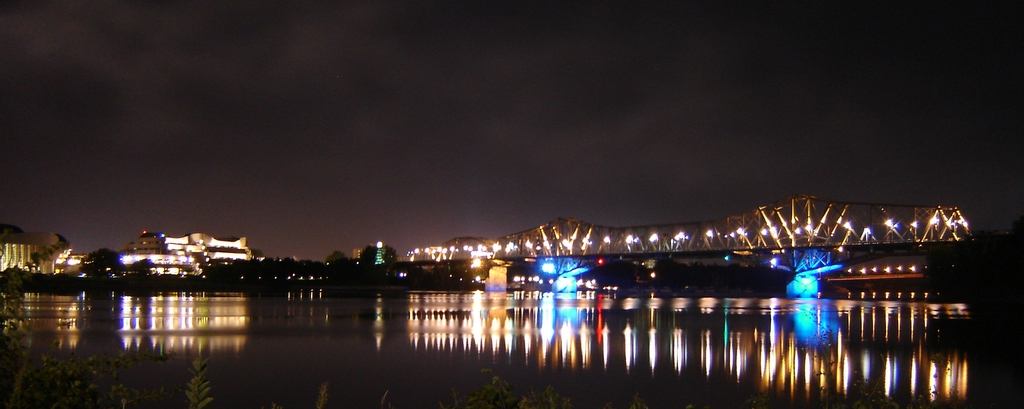
Vista nocturna del río Ottawa.

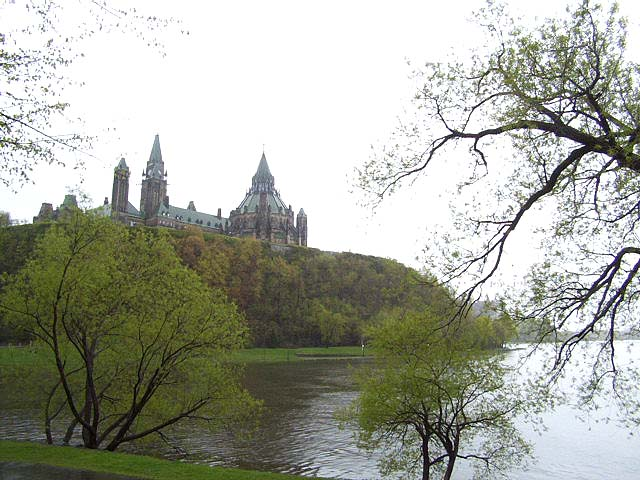
Vista de la colina del Parlamento.

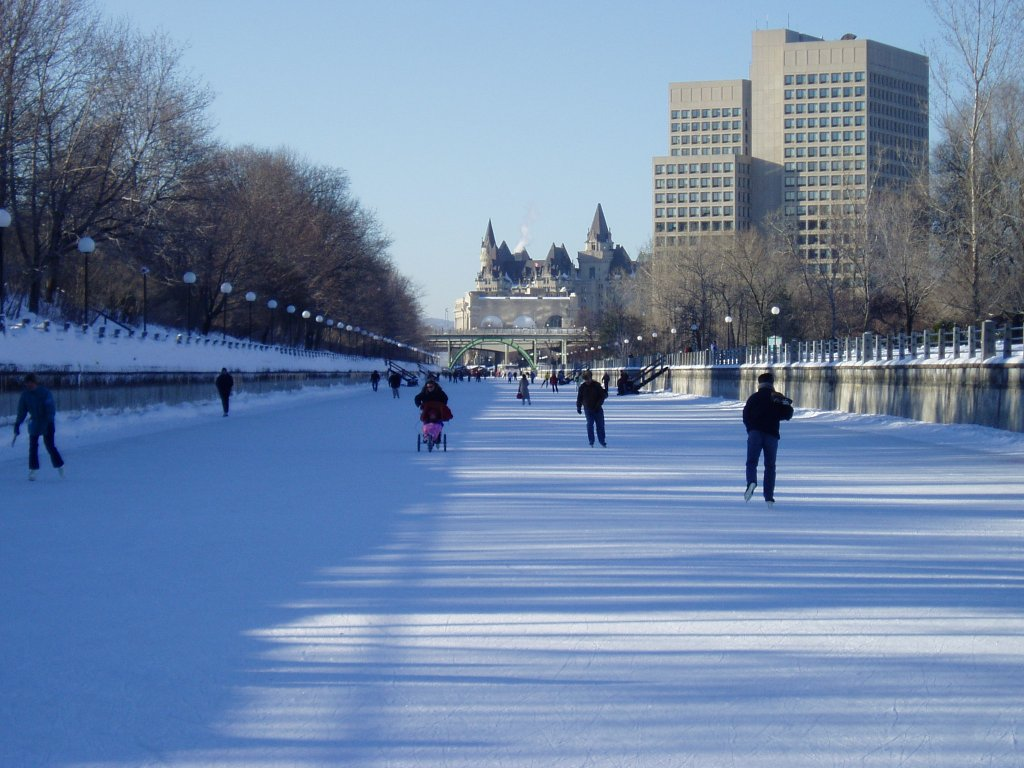
Vista del Canal Rideau, usado como pista de patinaje en invierno.

Después de la guerra, continuaron los planes de una mejor planificación urbana, con Jacques Gréber de nuevo en Canadá. El plan propuesto por Gréber fue aprobado por el parlamento canadiense en 1951. De acuerdo con los términos de este plan, se eliminaron 51 kilómetros de vías férreas y la estación central de tren se desplazó a una región más alejada del centro de la ciudad, al este. También se construyeron muchos parques y zonas verdes alrededor de la ciudad, así como un gigantesco parque, de 36 km², en la ciudad vecina de Gatineau, el llamado Parc de la Gatineau (en inglés Gatineau Park). El plan también indicaba que los edificios gubernamentales deberían construirse no solo concentrados en un área, sino también en los límites de la ciudad. Este plan continuaría a lo largo de las década de 1960 y de 1970, con la creación de más playas y más parques.

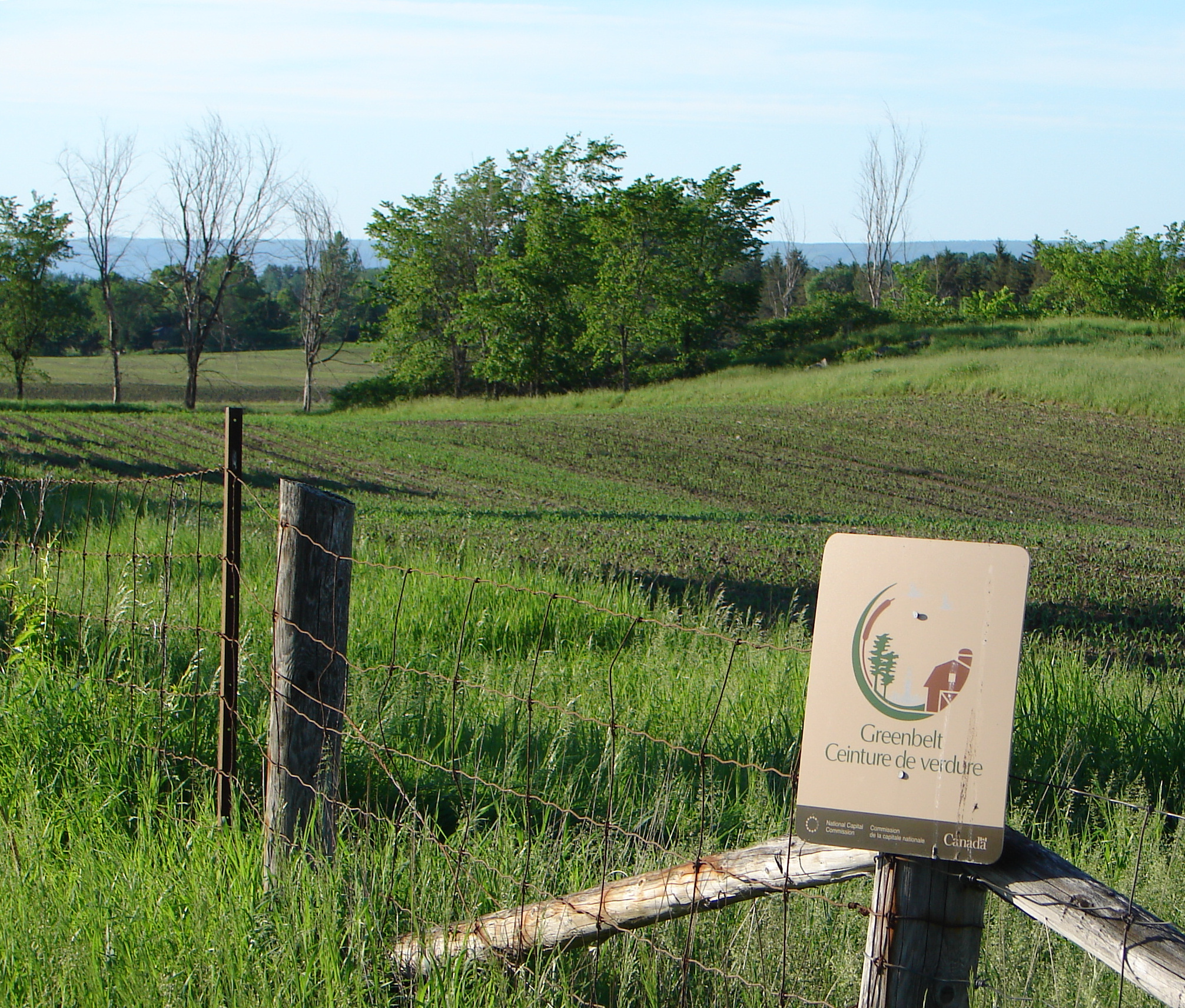
El Greenbelt de Ottawa, desarrollado en los años 50.

En 1958, el gobierno de la ciudad creó un "cinturón verde" (Greenbelt, en francés Ceinture de verdure) alrededor de Ottawa para evitar la expansión urbana descontrolada, así como para proveer a los ciudadanos de granjas, parques y espacios al aire libre. El Greenbelt, al que Gréber llamó "el collar esmeralda de la Capital", forma un cinturón semicircular de aproximadamente 20.000 hectáreas y 45 kilómetros continuos de longitud. En la actualidad, parte del terreno está arrendado, otra parte es de uso público, otra se usa para actividades de investigación y desarrollo, y otras tantas se han reservado para la conservación de la capa freática y la conservación de la vida animal y vegetal.
Mientras tanto, el municipio instituyó, en 1962, la Commercial and Industrial Development Corporation (actualmente Economic Development Corporation), para promover el crecimiento económico de Ottawa. Este órgano municipal creó 12 parques industriales a lo largo de la década de 1960 y de 1970. En 1973, el Consejo municipal rechazó una ley que proponía establecer un límite a la altura máxima de los edificios construidos en el centro de la ciudad. Con ello, se irían construyendo más y más rascacielos en esa zona de la ciudad. Preocupada por los atascos y problemas en el sistema de transporte público, Ottawa replanteó totalmente su sistema de transporte público, creando más líneas de autobuses, así como de tren ligero.
En 2001, se fusionaron con la ciudad de Ottawa (entonces con cerca de 350 mil habitantes dentro del sus límites municipales) diez de sus suburbios. Con esa operación, Ottawa pasó a tener más de 750 mil habitantes. Las ciudades fundidas fueron Cumberland (55 mil habitantes), Gloucester (120 mil habitantes), Goulborn (24 mil habitantes), Kanata (56 mil habitantes), Nepean (135 mil habitantes), Osgoode (13 mil habitantes), Rideau (13 mil habitantes), Rockcliffe Park (2,1 mil habitantes), Vanier (17 mil habitantes) y West Carleton (18 mil habitantes).
En el siglo XXI lo que fue el asentamiento de Bytown y antecedente de lo que hoy es Ottawa es llamado Le Breton. En esos terrenos se construyó el Museo Canadiense de la Guerra (Canadian War Museum) y se mantuvieron, por su valor histórico, algunos inmuebles del viejo Bytown en los cuales se fabricaban artículos de madera. El área abarca además una isla que divide al río Ottawa denominada "Victoria Island", así como grandes extensiones de terrenos en donde hoy se construye un ambicioso proyecto arquitectónico.

## Geografía

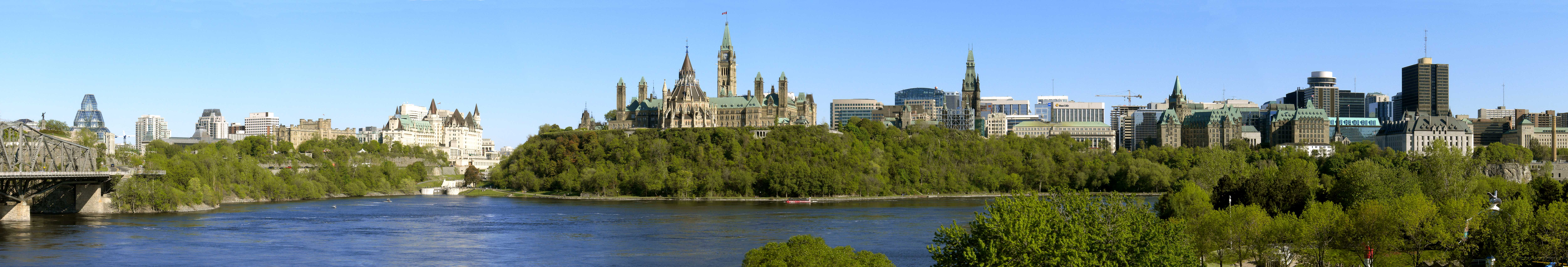
Panorama de Ottawa

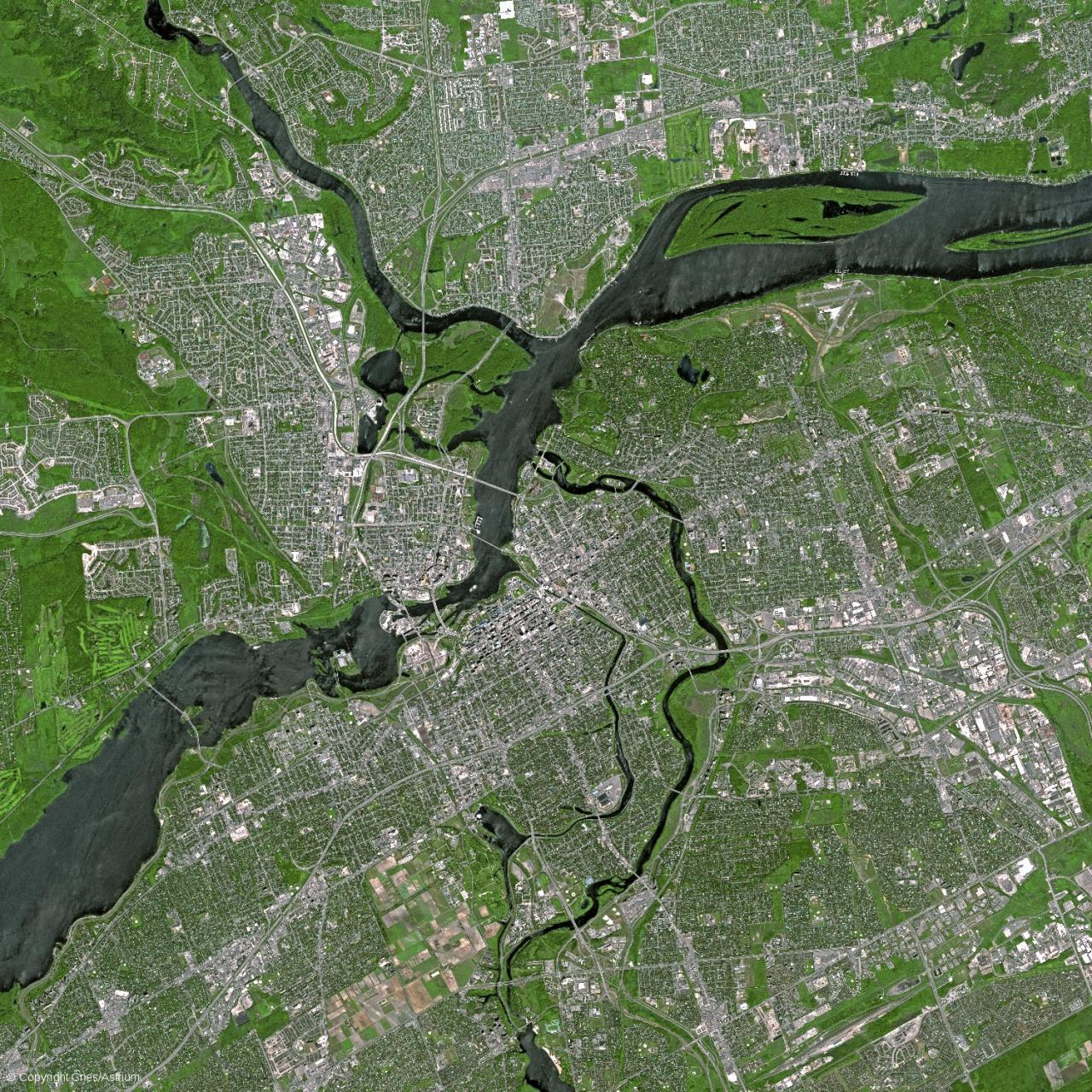
La región de Ottawa-Gatineau vista por el satélite SPOT.

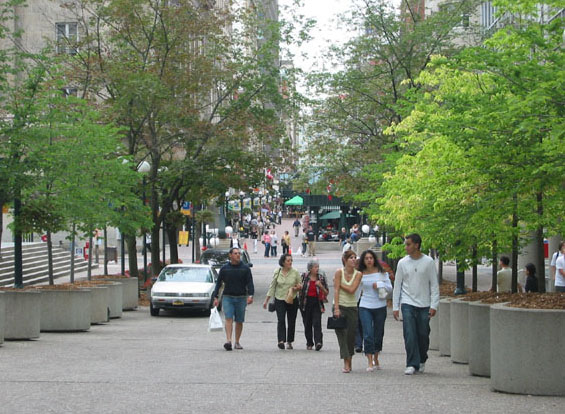
Vista de la calle Sparks en el centro de la ciudad.

Ottawa se sitúa en el margen sur del río Ottawa, y engloba las desembocaduras del río Rideau y del Canal Rideau. La parte más antigua de la ciudad (donde se encuentra lo que queda de Bytown) se conoce como Lower Town (en francés Basse-Ville; que significa "Ciudad Baja") y ocupa la zona entre el canal y los ríos. Cruzando el canal hacia el oeste se encuentra Centretown (llamada a menudo "downtown"), que es el centro financiero y comercial de la ciudad. Entre este lugar y el río Ottawa, la suave elevación de la Parliament Hill (en francés Colline du Parlement, colina del Parlamento) alberga gran parte de los edificios gubernamentales de la capital, además de ser la sede legislativa de Canadá.
La ciudad de Ottawa comprende varias áreas urbanas. La principal se extiende una distancia considerable hacia el este, oeste y sur del centro, e incluye las antiguas ciudades de Gloucester, Nepean y Vanier, el antiguo pueblo de Rockcliffe Park y las comunidades suburbanas de Manotick y Orleans. Además del área urbana principal, existe una secundaria: el área urbana de Kanata, que comprende la parte urbanizada de la antigua ciudad de Kanata y el antiguo pueblo de Stittsville (70 320 hab.). Más allá del cinturón verde se extiende una cierta cantidad de ciudades satélite y comunidades rurales que también son áreas urbanas (áreas periféricas) y forman parte del municipio de Ottawa. Estas son: Constance Bay (2327 hab.), Kars (1539 hab.), Metcalfe (1610 hab.), Munster (1390 hab.), Osgoode (2571 hab.) y Richmond (3287 hab.).
Al otro lado del río Ottawa, que forma la frontera entre Ontario y Quebec, se ubica la ciudad de Gatineau. Aunque son dos ciudades formal y administrativamente separadas en dos provincias, Ottawa y Gatineau (junto con una cierta cantidad de municipios vecinos) constituyen, juntas, la Región de la Capital Nacional, con una población conjunta de más de un millón de habitantes, y se considera una única área metropolitana. Varios departamentos de la burocracía federal tienen su sede a Gatineau.

### Clima
Ottawa tiene un clima templado. Las temperaturas varían considerablemente durante todo el año, desde un récord máximo de 37,8 °C en los veranos de 1986 y 2001, a un mínimo de -36,1 °C en el invierno de 1943 (esta última es la segunda mayor temperatura mínima registrada en una capital nacional, sólo por detrás de Ulán Bator, Mongolia). Esta amplia gama de temperaturas permite la práctica de numerosas actividades a lo largo del año, y también requiere disponer de ropa adecuada para cada época. Si atendemos a la temperatura media anual, Ottawa es la séptima capital más fría del mundo. Sin embargo, si atendemos a la temperatura media de enero, Ottawa figura en tercer lugar, detrás de Ulán Bator (Mongolia) y Astaná (Kazajistán).

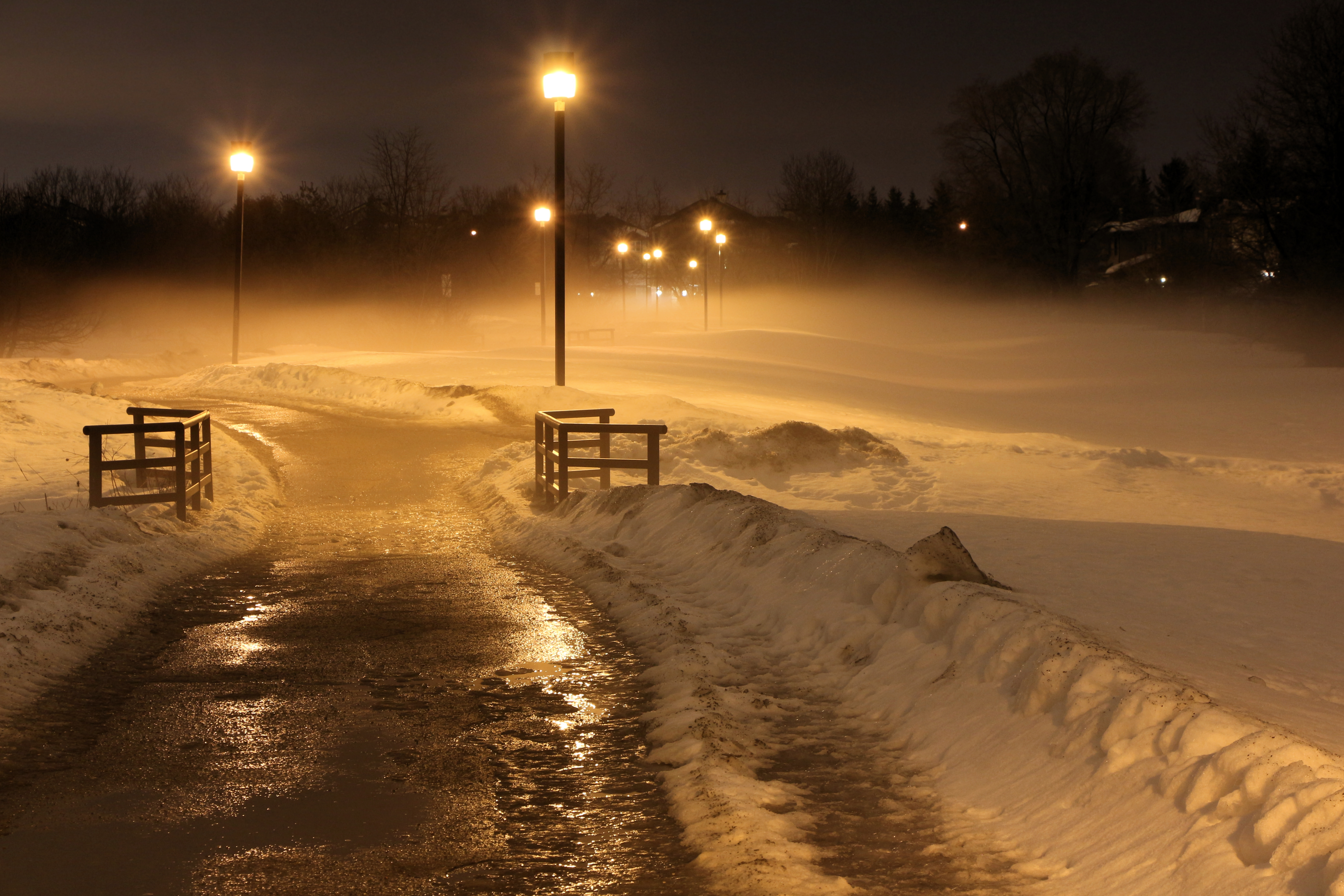
Noche de Invierno en Ottawa

La nieve y el hielo dominan durante el invierno. Ottawa recibe cerca de 235 centímetros de nieve al año. La mayor precipitación de nieve registrada en la ciudad fue de 73 centímetros, el 4 de marzo de 1947. La temperatura media de la ciudad en invierno es de -10,8 °C, aunque ocurren con frecuencia días con temperaturas medias por encima de cero y noches con temperaturas menores de -25 °C. Es común que se deposite una capa duradera de nieve desde finales de noviembre hasta principios de abril, aunque en algunos años no se registra nieve hasta la época navideña. El efecto de las temperaturas bajas en invierno es agudizado por el factor del viento. Ottawa registra anualmente y de media, 51, 14 y un día con un factor del viento por debajo de -20 °C, -30 °C y -40 °C respectivamente. La temperatura más baja registrada en la ciudad, incluyendo el factor del viento, fue de -47,8 °C, el 8 de enero de 1968.
La lluvia gélida es también relativamente frecuente, incluso en relación con otras partes del país. En 1998, una gran tormenta causó apagones y afectó a la economía local, la conocida como Tormenta de hielo norteamericana de 1998.
Los veranos son relativamente cálidos y húmedos en Ottawa, aunque son por lo general cortos. La temperatura media en verano es de 26,5 °C, aunque es frecuente que se den temperaturas de 30 °C o más. En el verano de 2005, se registró una temperatura máxima de 39,5 °C en algunas zonas. Durante los períodos de altas temperaturas, la elevada humedad del aire es un factor agravante, especialmente cerca de los ríos. La ciudad registra anualmente y de media, 41, 12 y 2 días con temperaturas superiores a 30 °C y 35 °C, respectivamente, contando con la humedad del aire. La temperatura más alta registrada en Ottawa, teniendo en cuenta la humedad del aire, fue de 48 °C, fue registrada el 1 de agosto de 2006.

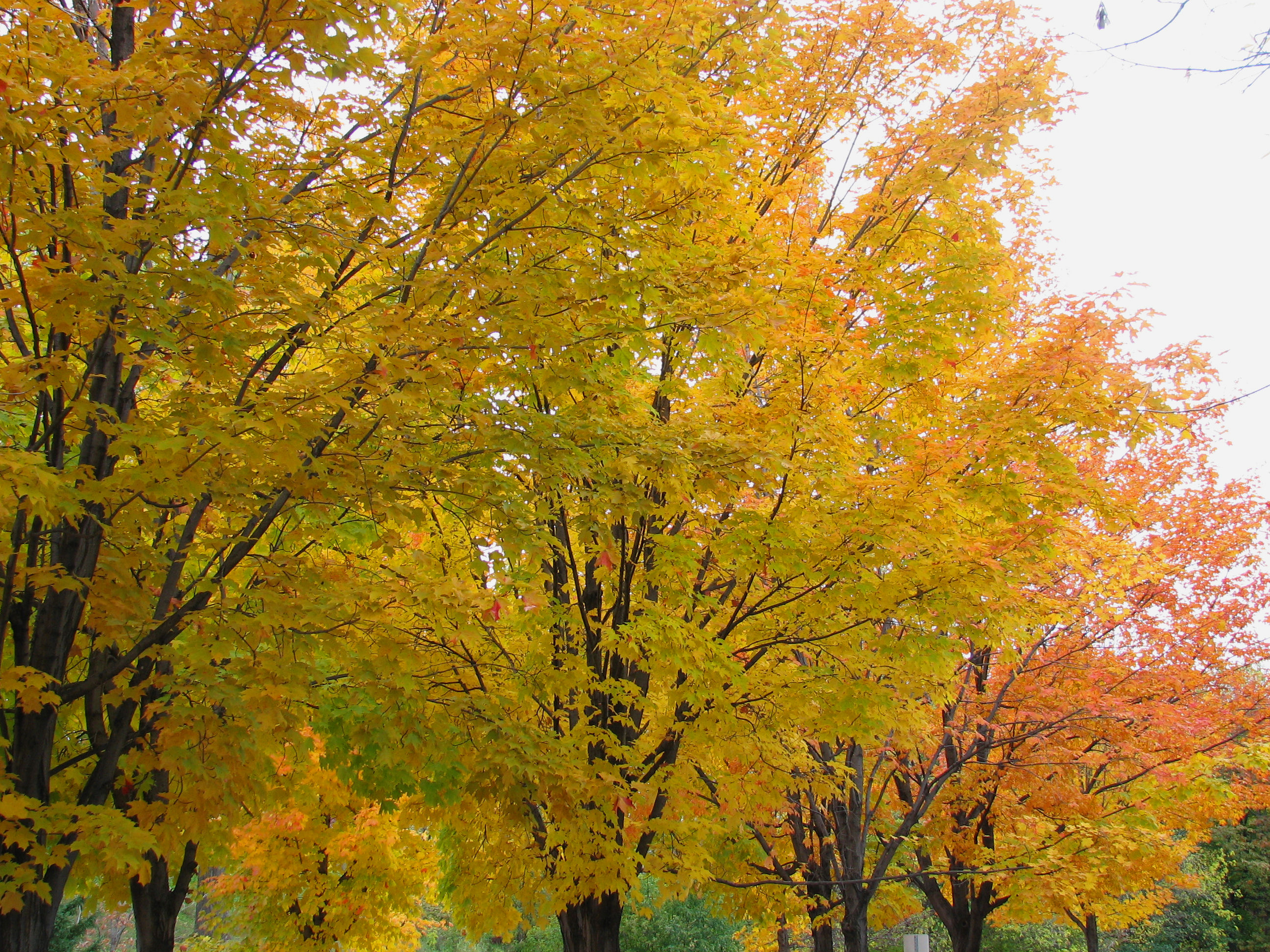
Paisaje de Otoño en Ottawa

Las condiciones climáticas primaverales y otoñales son variables, propensas a extremos en temperaturas y a cambios imprevisibles. Se han registrado días calurosos, por encima de 30 °C, a comienzos de abril y finales de octubre, así como precipitación de nieve bien entrado el mes de mayo y a comienzos de octubre (aunque tales acontecimientos son inusuales y de breve duración). La precipitación anual media es, por término medio, de unos 870 milímetros. El día en que se recibió la mayor cantidad de lluvia fue el 9 de septiembre de 2004, cuando los restos del Huracán Frances descargaron 135 mm de lluvia en la ciudad. Al año hay 2054 horas de sol de media (47 % de las totales).
Los fenómenos meteorológicos destructivos, como tornados, inundaciones, olas de calor, precipitación severa de granizo y remanentes de huracanes son raros, pero todos han ocurrido antes. Algunos de los tornados más notables de la región tuvieron lugar en 1978 (F2), 1994 (F3) y 1999 (F1). El 1 de enero de 2000, se produjo un terremoto de 5,2 grados en la Escala de Richter que afectó a Ottawa. Es muy improbable que en la zona se desaten tornados de fuerza 4 o 5, como los de las Grandes Llanuras de Estados Unidos, ya que ésta se localiza muy lejos del frente provocado por la interacción de las masas de aire provenientes del golfo de México y de las Rocosas (el que puede producir fuertes tornados más al sur).
El 24 de febrero de 2006, un terremoto de 4,5 grados en la Escala de Richter sacudió Ottawa. De media, se produce un pequeño temblor en la ciudad cada tres años.

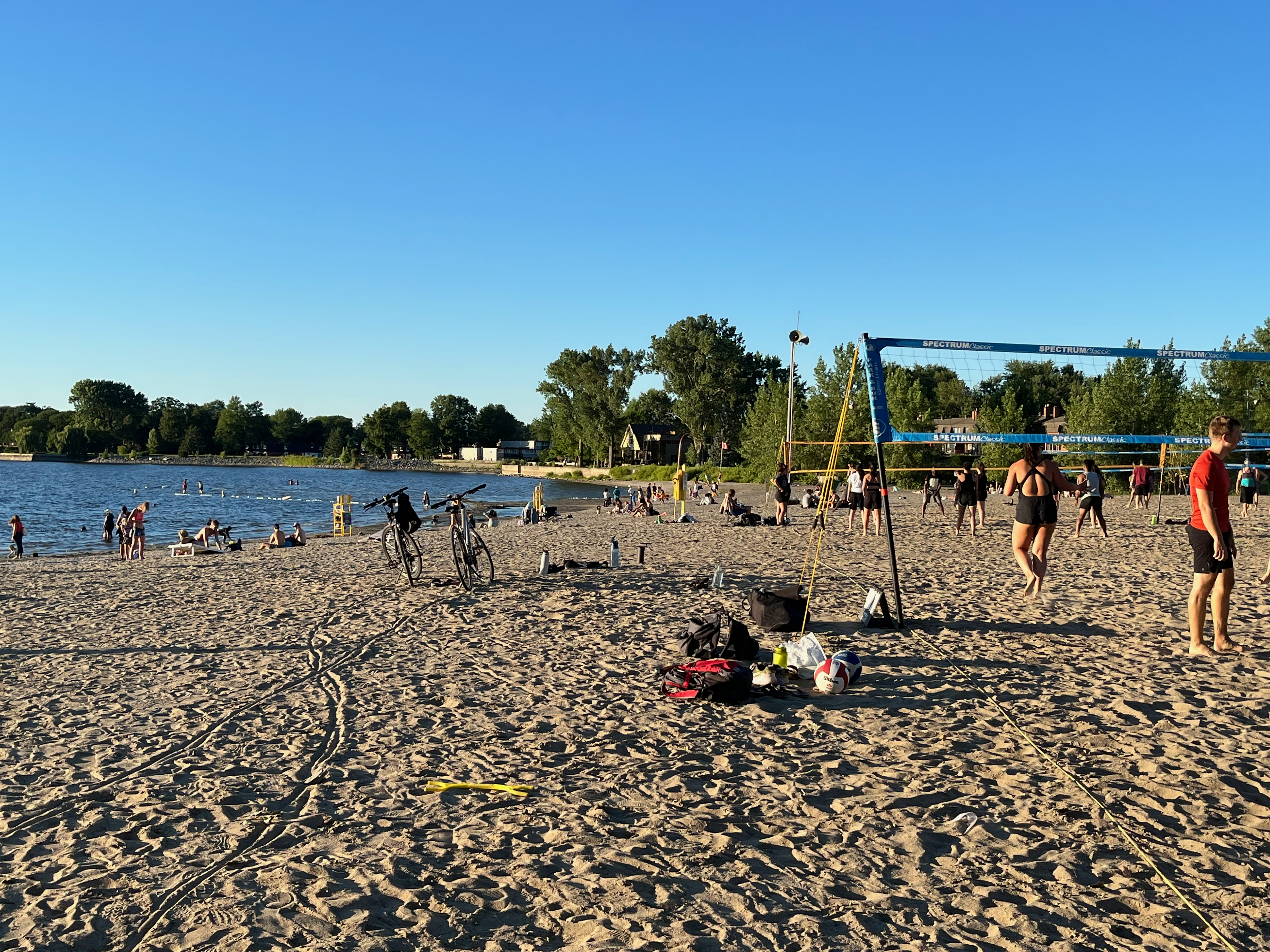
Playa Britannia en Ottawa

| Parámetros climáticos promedio de Ottawa (normales 1971-2000, extremas 1889-2002) | Parámetros climáticos promedio de Ottawa (normales 1971-2000, extremas 1889-2002) | Parámetros climáticos promedio de Ottawa (normales 1971-2000, extremas 1889-2002) | Parámetros climáticos promedio de Ottawa (normales 1971-2000, extremas 1889-2002) | Parámetros climáticos promedio de Ottawa (normales 1971-2000, extremas 1889-2002) | Parámetros climáticos promedio de Ottawa (normales 1971-2000, extremas 1889-2002) | Parámetros climáticos promedio de Ottawa (normales 1971-2000, extremas 1889-2002) | Parámetros climáticos promedio de Ottawa (normales 1971-2000, extremas 1889-2002) | Parámetros climáticos promedio de Ottawa (normales 1971-2000, extremas 1889-2002) | Parámetros climáticos promedio de Ottawa (normales 1971-2000, extremas 1889-2002) | Parámetros climáticos promedio de Ottawa (normales 1971-2000, extremas 1889-2002) | Parámetros climáticos promedio de Ottawa (normales 1971-2000, extremas 1889-2002) | Parámetros climáticos promedio de Ottawa (normales 1971-2000, extremas 1889-2002) | Parámetros climáticos promedio de Ottawa (normales 1971-2000, extremas 1889-2002) |
| Mes                                                                               | Ene.                                                                              | Feb.                                                                              | Mar.                                                                              | Abr.                                                                              | May.                                                                              | Jun.                                                                              | Jul.                                                                              | Ago.                                                                              | Sep.                                                                              | Oct.                                                                              | Nov.                                                                              | Dic.                                                                              | Anual                                                                             |
| --------------------------------------------------------------------------------- | --------------------------------------------------------------------------------- | --------------------------------------------------------------------------------- | --------------------------------------------------------------------------------- | --------------------------------------------------------------------------------- | --------------------------------------------------------------------------------- | --------------------------------------------------------------------------------- | --------------------------------------------------------------------------------- | --------------------------------------------------------------------------------- | --------------------------------------------------------------------------------- | --------------------------------------------------------------------------------- | --------------------------------------------------------------------------------- | --------------------------------------------------------------------------------- | --------------------------------------------------------------------------------- |
| Temp. máx. abs. (°C)                                                              | 11.7                                                                              | 12.2                                                                              | 25.6                                                                              | 31.2                                                                              | 35.0                                                                              | 36.7                                                                              | 37.8                                                                              | 37.8                                                                              | 36.7                                                                              | 29.4                                                                              | 23.3                                                                              | 16.1                                                                              | 37.8                                                                              |
| Temp. máx. media (°C)                                                             | -6.1                                                                              | -3.9                                                                              | 2.1                                                                               | 10.9                                                                              | 19.1                                                                              | 23.8                                                                              | 26.4                                                                              | 25.0                                                                              | 19.7                                                                              | 12.6                                                                              | 4.9                                                                               | -2.9                                                                              | 11.0                                                                              |
| Temp. media (°C)                                                                  | -10.5                                                                             | -8.6                                                                              | -2.4                                                                              | 6.0                                                                               | 13.6                                                                              | 18.4                                                                              | 21.0                                                                              | 19.7                                                                              | 14.7                                                                              | 8.2                                                                               | 1.5                                                                               | -6.6                                                                              | 6.3                                                                               |
| Temp. mín. media (°C)                                                             | -14.8                                                                             | -13.2                                                                             | -7.0                                                                              | 1.1                                                                               | 8.0                                                                               | 13.0                                                                              | 15.5                                                                              | 14.3                                                                              | 9.7                                                                               | 3.7                                                                               | -1.9                                                                              | -10.3                                                                             | 1.5                                                                               |
| Temp. mín. abs. (°C)                                                              | -37.8                                                                             | -38.3                                                                             | -36.7                                                                             | -20.6                                                                             | -7.2                                                                              | 0.0                                                                               | 3.3                                                                               | 1.7                                                                               | -4.4                                                                              | -12.8                                                                             | -23.9                                                                             | -38.9                                                                             | -38.9                                                                             |
| Precipitación total (mm)                                                          | 64.2                                                                              | 51.6                                                                              | 64.9                                                                              | 67.7                                                                              | 81.0                                                                              | 91.2                                                                              | 88.9                                                                              | 87.6                                                                              | 86.8                                                                              | 79.1                                                                              | 77.0                                                                              | 74.1                                                                              | 914.2                                                                             |
| Lluvias (mm)                                                                      | 22.9                                                                              | 16.1                                                                              | 33.6                                                                              | 59.7                                                                              | 80.9                                                                              | 91.2                                                                              | 88.9                                                                              | 87.6                                                                              | 86.8                                                                              | 76.2                                                                              | 60.5                                                                              | 28.8                                                                              | 733.2                                                                             |
| Nevadas (cm)                                                                      | 48.7                                                                              | 41.2                                                                              | 32.1                                                                              | 7.5                                                                               | 0.2                                                                               | 0.0                                                                               | 0.0                                                                               | 0.0                                                                               | 0.0                                                                               | 3.0                                                                               | 18.0                                                                              | 52.2                                                                              | 202.7                                                                             |
| Días de precipitaciones (≥ 0.2 mm)                                                | 16.6                                                                              | 12.2                                                                              | 12.4                                                                              | 12.4                                                                              | 13.4                                                                              | 12.9                                                                              | 12.4                                                                              | 12.0                                                                              | 14.1                                                                              | 14.2                                                                              | 14.7                                                                              | 16.1                                                                              | 163.4                                                                             |
| Días de lluvias (≥ 0.2 mm)                                                        | 3.9                                                                               | 3.3                                                                               | 6.3                                                                               | 10.8                                                                              | 13.4                                                                              | 12.9                                                                              | 12.4                                                                              | 12.0                                                                              | 14.1                                                                              | 13.7                                                                              | 10.7                                                                              | 5.1                                                                               | 118.5                                                                             |
| Días de nevadas (≥ 0.2 cm)                                                        | 14.8                                                                              | 10.6                                                                              | 8.2                                                                               | 2.7                                                                               | 0.17                                                                              | 0.0                                                                               | 0.0                                                                               | 0.0                                                                               | 0.0                                                                               | 1.1                                                                               | 5.5                                                                               | 13.4                                                                              | 56.6                                                                              |
| Horas de sol                                                                      | 101.2                                                                             | 129.8                                                                             | 159.8                                                                             | 189.4                                                                             | 230.3                                                                             | 253.3                                                                             | 276.8                                                                             | 246.7                                                                             | 171.5                                                                             | 136.7                                                                             | 83.6                                                                              | 82.0                                                                              | 2061.1                                                                            |
| Fuente: Environment Canada                                                        |                                                                                   |                                                                                   |                                                                                   |                                                                                   |                                                                                   |                                                                                   |                                                                                   |                                                                                   |                                                                                   |                                                                                   |                                                                                   |                                                                                   |                                                                                   |

### Geología
La ciudad de Ottawa, situada en el sureste de Ontario (Canadá), cuenta con una rica historia geológica que abarca más de mil millones de años. Este informe ofrece una visión general de las características y formaciones geológicas que hacen de Ottawa una zona fascinante tanto para geólogos como para aficionados.
La ciudad de Ottawa, situada en el sureste de Ontario (Canadá), cuenta con una rica historia geológica que abarca más de mil millones de años. Este informe ofrece una visión general de las características y formaciones geológicas que hacen de Ottawa una zona fascinante tanto para geólogos como para aficionados.
Las rocas más antiguas de Ottawa forman parte del Escudo Precámbrico Canadiense, concretamente de la Provincia de Grenville. Estas antiguas rocas, formadas hace más de 1.600 millones de años, están compuestas por rocas metamórficas e ígneas, entre ellas gneis y granito. La provincia de Grenville se caracteriza por su terreno accidentado y sus profundos valles, modelados por antiguas fuerzas tectónicas.

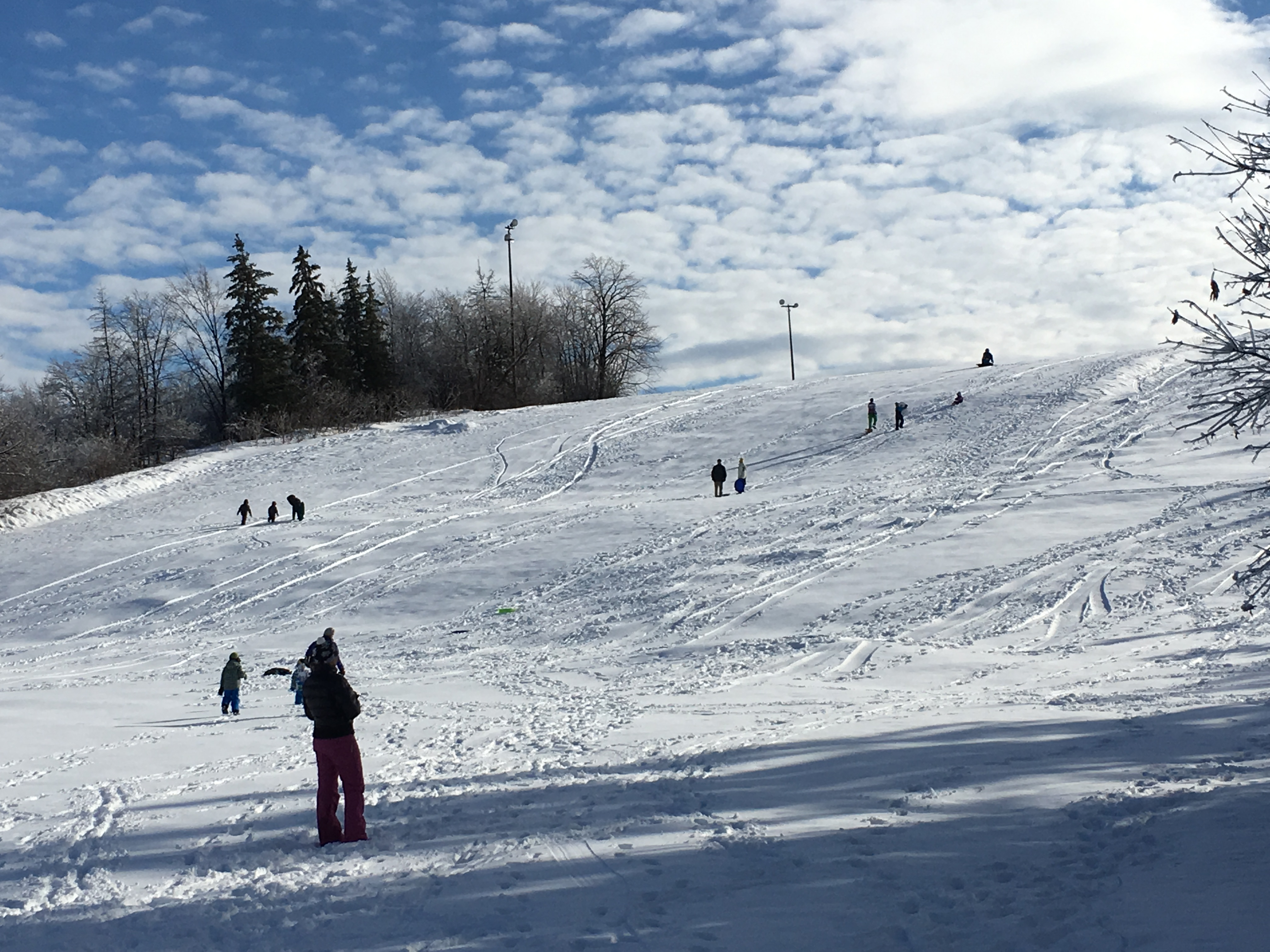
El parque Carlington en Invierno

Durante la Era Paleozoica, se depositaron rocas sedimentarias en la región. La zona de Ottawa contiene extensos afloramientos de rocas del Ordovícico y el Silúrico, ricas en fósiles y estructuras sedimentarias. Estas rocas se formaron en antiguos ambientes marinos y proporcionan valiosos datos sobre la historia de la Tierra.
La Era Mesozoica está representada por una laguna en el registro geológico de Ottawa, ya que no hay rocas de este periodo expuestas en la zona. Esta laguna se debe a la erosión y posterior sedimentación durante la Era Cenozoica.
La historia geológica más reciente de Ottawa está marcada por la deposición de sedimentos no consolidados durante la época del Pleistoceno, la última Edad de Hielo. Estos sedimentos, entre los que se incluyen el till glaciar y las coladas, fueron depositados por los glaciares en retirada y el mar de Champlain1. Los sedimentos no consolidados cubren las formaciones rocosas más antiguas y contribuyen a la fertilidad de los suelos de la región.
La diversidad geológica de Ottawa se refleja en sus variados accidentes geográficos. La ciudad se caracteriza por colinas onduladas, valles y crestas modeladas por la actividad glaciar y la erosión. Entre los accidentes geológicos más destacados figuran las cataratas de Hog's Back, que exponen rocas sedimentarias del Ordovícico, y la Mer Bleue Bog, una turbera boreal formada en la cuenca de un lago glaciar.
Ottawa alberga varios yacimientos de patrimonio geológico que muestran su diversidad geológica. Entre ellos, el Área de Conservación del Pantano Pedregoso, que presenta estructuras sedimentarias en estratos paleozoicos, y la Isla Victoria, que exhibe lechos de dunas y calizas fosilíferas. El Proyecto del Patrimonio Geológico de Ottawa-Gatineau promueve el conocimiento y la apreciación públicos de estas características geológicas.

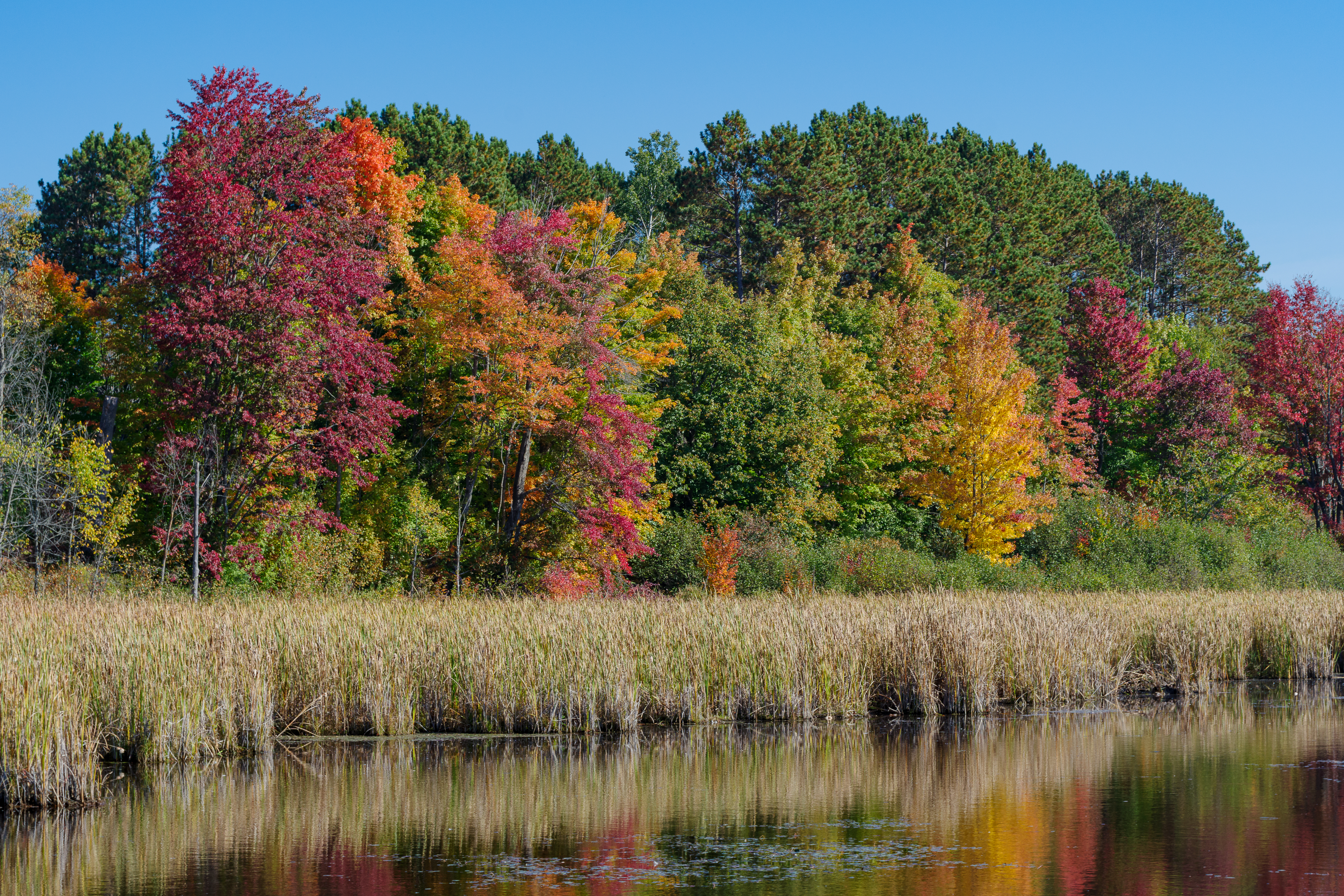
Área protegida de Mer Bleue

### Sismología
La mayoría de los movimientos tectónicos se reconocen en el oeste de Canadá. No obstante, también se registran terremotos de leves a moderados en la parte oriental y, por tanto, en la región que rodea Ottawa. Canadá está situado en la comparativamente estable placa norteamericana, lo que significa que el este tiene relativamente poca actividad sísmica en comparación con otras partes del mundo. Cada año se registran unos 450 terremotos en el este de Canadá, de los cuales unos cuatro superan la magnitud 4 en la escala de Richter.
El este de Canadá está dividido en varias zonas sísmicas. La propia Ottawa está situada en la extensa Zona Sísmica del Oeste de Quebec, que abarca todo el valle del Ottawa, desde Montreal hasta Témiscaming, incluidas las regiones urbanas de Montreal, Ottawa-Hull y Cornwall. Los patrones de terremotos anteriores muestran una concentración de actividad principalmente en las dos zonas a lo largo del río Ottawa y en el eje Montreal-Maniwaki.
El 16 de septiembre de 1732, se produjo en Montreal un terremoto de una magnitud estimada de 5,8 en la escala de Richter. Causó daños considerables. El 1 de noviembre de 1935 se produjo el seísmo más fuerte hasta la fecha, con una magnitud de 6,2, con epicentro cerca de Témiscaming, en la provincia de Quebec, al noroeste de Ottawa. El 5 de septiembre de 1944, un seísmo de magnitud 5,6 con epicentro cerca de Cornwall, una pequeña ciudad entre Ottawa y Montreal, causó daños por valor de unos 2 millones de dólares y provocó el derrumbamiento de más de 2.000 chimeneas. Entre 1980 y 2000, 16 sismos en Ottawa alcanzaron magnitudes superiores a 4 grados.

## Política y Gobierno
Los habitantes de Ottawa eligen a un alcalde y 21 consejeros para un mandato de hasta tres años de duración; el alcalde se llama Jim Watson. Los impuestos de propiedad, venta y comercio aportan una cierta parte de los presupuestos anuales municipales necesarios para el mantenimiento de los servicios públicos, aunque la mayoría provienen de fondos del gobierno nacional y provincial.

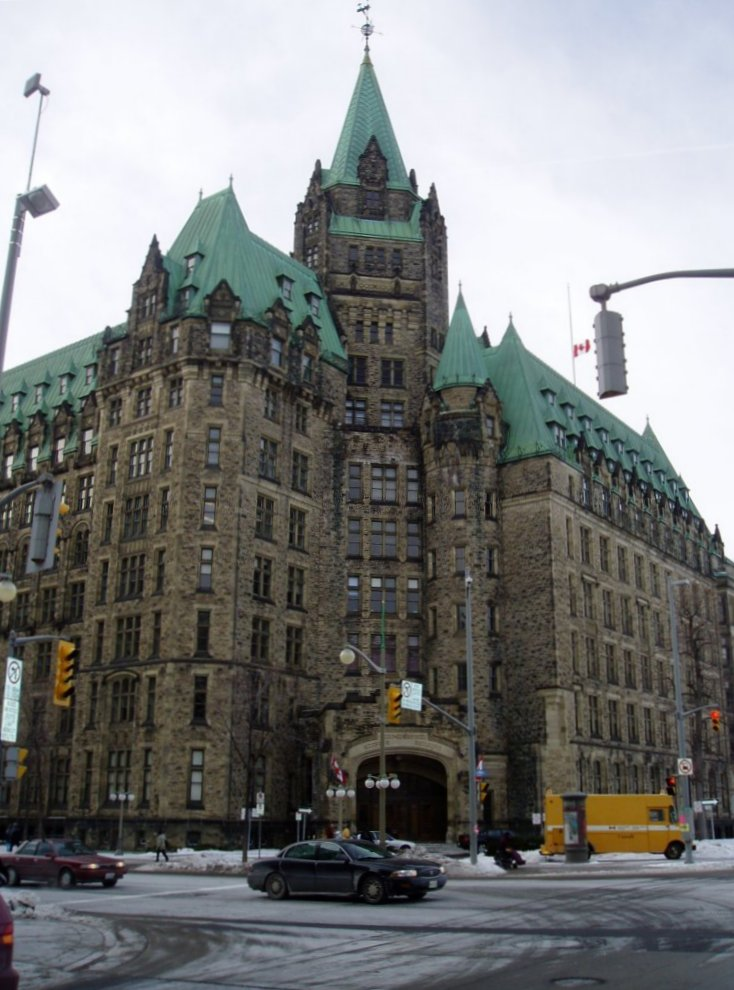
Oficinas gubernamentales del edificio de la Confederación.

Aparte de ser la capital de Canadá, Ottawa es políticamente diversa con respecto a la política local. La mayoría de la ciudad apoya al Partido Liberal de Canadá, si bien solo algunas partes de la ciudad están claramente dominadas por ellos, en especial las áreas francófonas del este de la ciudad, como por ejemplo Vanier y el centro de Gloucester. La región central de Ottawa posee izquierdistas y vota al Nuevo Partido Democrático, que cuenta con el apoyo de sindicatos gubernamentales y grupos de activistas instalados en la región. Algunos de los suburbios de Ottawa, especialmente Nepean y Orleans (a pesar de su población francófona) no están dominados consistentemente por un único partido político, lo que hace que el resultado de elecciones celebradas allí varíe constantemente. 
Las regiones sur y oeste de la antigua ciudad de Ottawa son por lo general moderadas, aunque tienden periódicamente a votar al Partido Conservador de Canadá. A medida en que se viaja al oeste de Ottawa, en dirección a suburbios como Kanata y Barrhaven, así como en las áreas rurales de la ciudad, la población tiende a poseer mayores tendencias conservadoras, tanto económica como socialmente, y apoyan al Partido Conservador. Esto ocurre especialmente en los antiguos distritos de West Carleton, Goulbourn, Rideau e Osgoode. Sin embargo, no todas las áreas rurales de Ottawa votan al Partido Conservador. Las áreas rurales de Cumberland, que albergan una gran comunidad francófona, han estado tradicionalmente de parte del Partido Liberal, aunque en los últimos tiempos su apoyo a los mismos se ha debilitado.
Ottawa pasó a ser la capital legislativa de los Territorios del Noroeste, cuando se separaron varias partes para crear las provincias de Alberta y Saskatchewan, en 1905. Entre 1905 y 1951, casi todos los miembros del consejo eran funcionarios que vivían en Ottawa. De 1951 a 1967, los Territorios del Noroeste realizaron sesiones legislativas en varias comunidades del territorio, de manera alternativa, y solo algunas se celebraban en Ottawa, aunque siguiera siendo oficialmente la capital del territorio hasta 1967, cuando fue trasladada a Yellowknife. Fort Smith fue el primer centro administrativo de los Territorios del Noroeste y acogió los servicios civiles entre 1911 y 1967.

## Demografía
La mayoría de la población de Ottawa es nativa del país. Según el censo nacional de 2011, Ottawa tiene una población de 883 391 habitantes. En 2006 había 310 132 residencias y 210 875 familias y la densidad de población era de 278,6 hab./km².
Cerca de un 80,90 % de la población de la ciudad es blanca, un 4,54 % son afrocanadienses, un 4,65 % son asiáticos, un 3,98 % son surasiáticos, un 1,13 % son nativos americanos, un 0,85 % son hispanos, un 0,31 % son de otras razas, y un 0,33 % afirmó múltiples razas. Ottawa es la única ciudad canadiense de fuera de las provincias de Nuevo Brunswick y Quebec que se puede considerar bilingüe.

### Educación

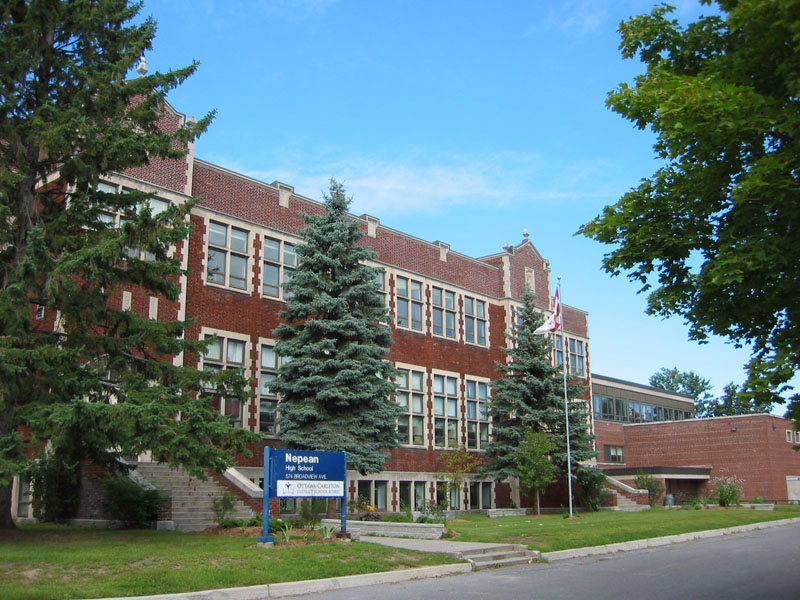
Una escuela de Ottawa.

La región de Ottawa tiene proporcionalmente más residentes con estudios postsecundarios concluidos que ningún otro lugar de Canadá. Consecuentemente con el papel de la región como la capital de la investigación de Canadá, más de 9000 habitantes tienen en su haber un doctorado.
- Escuelas: Ottawa cuenta con 149 escuelas públicas,[39] administradas por el Ottawa-Carleton District School Board (Consejo educativo del distrito de Ottawa-Carleton) que atiende a aproximadamente 69.000 estudiantes, y otras 81 escuelas católicas, que atienden a 41.000 estudiantes.[40] Todas las escuelas son financiadas con presupuestos municipales.
- Bibliotecas: Ottawa posee un sistema municipal de bibliotecas a lo largo y ancho de la ciudad,[41] además de una biblioteca localizada en el parlamento y de una biblioteca nacional.[42]
- Educación superior: En la ciudad se ubican tres universidades.[43] La Universidad de Ottawa fue fundada en 1848[44] y ofrece cursos en francés e inglés a unos 34.000 estudiantes. La Universidad de Carleton atiende a cerca de 23.000 estudiantes[45] y la Universidad de Saint Paul a unos mil.[46]

### Lenguas
Ottawa, la capital de Canadá, es un vibrante tapiz tejido con diversas culturas y lenguas. Aunque la ciudad adopta oficialmente el bilingüismo, reflejando las dos lenguas oficiales de Canadá, el inglés y el francés, la realidad sobre el terreno es mucho más matizada. Ottawa es un crisol donde multitud de lenguas contribuyen a su rico y dinámico paisaje lingüístico.

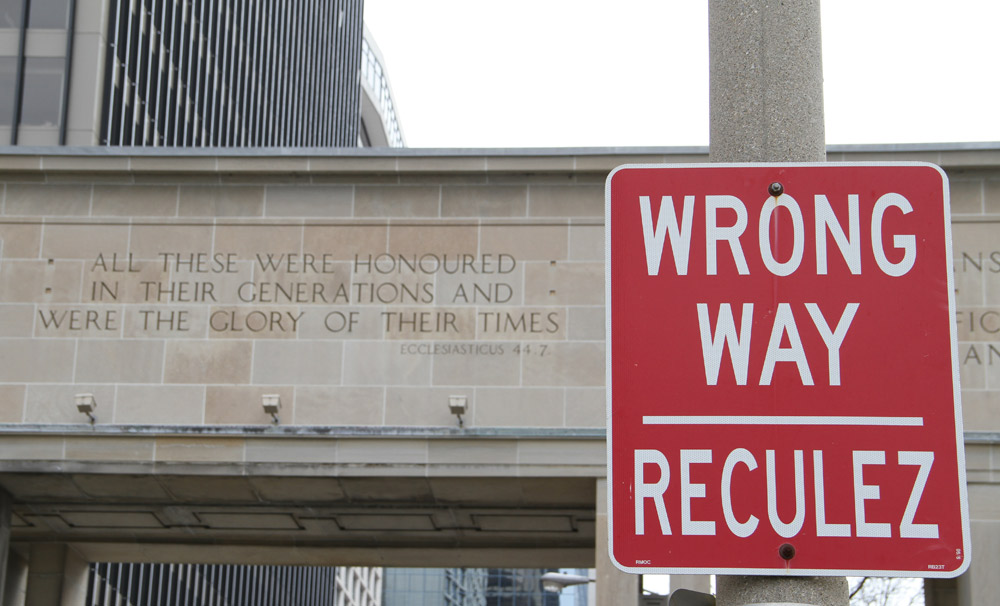
Un aviso de tránsito en Ottawa escrito en Inglés y Francés

El inglés y el francés ocupan un lugar destacado en Ottawa. Como sede del gobierno federal, la ciudad tiene el mandato legal de prestar servicios en ambas lenguas. Este compromiso con el bilingüismo es visible en todas las facetas de la vida pública, desde las oficinas gubernamentales y la señalización hasta el transporte público y las instituciones educativas.   
Inglés: El inglés es la lengua dominante en Ottawa, ampliamente utilizada en los negocios, los medios de comunicación y las interacciones cotidianas. La mayoría de los residentes utilizan el inglés como lengua principal de comunicación.
Francés: Ottawa cuenta con una importante comunidad franco-ontariana, concentrada sobre todo en el este de la ciudad. El francés es parte integrante de la identidad de Ottawa, con numerosas escuelas, centros culturales y organizaciones comunitarias francófonas. La presencia del francés no es meramente simbólica; es una lengua viva que se utiliza activamente en la vida cotidiana.   
El carácter bilingüe de la ciudad es motivo tanto de orgullo como de debate ocasional. Aunque el bilingüismo está consagrado por ley y goza de un amplio apoyo, su puesta en práctica y su aplicación práctica siguen siendo objeto de debate y perfeccionamiento.

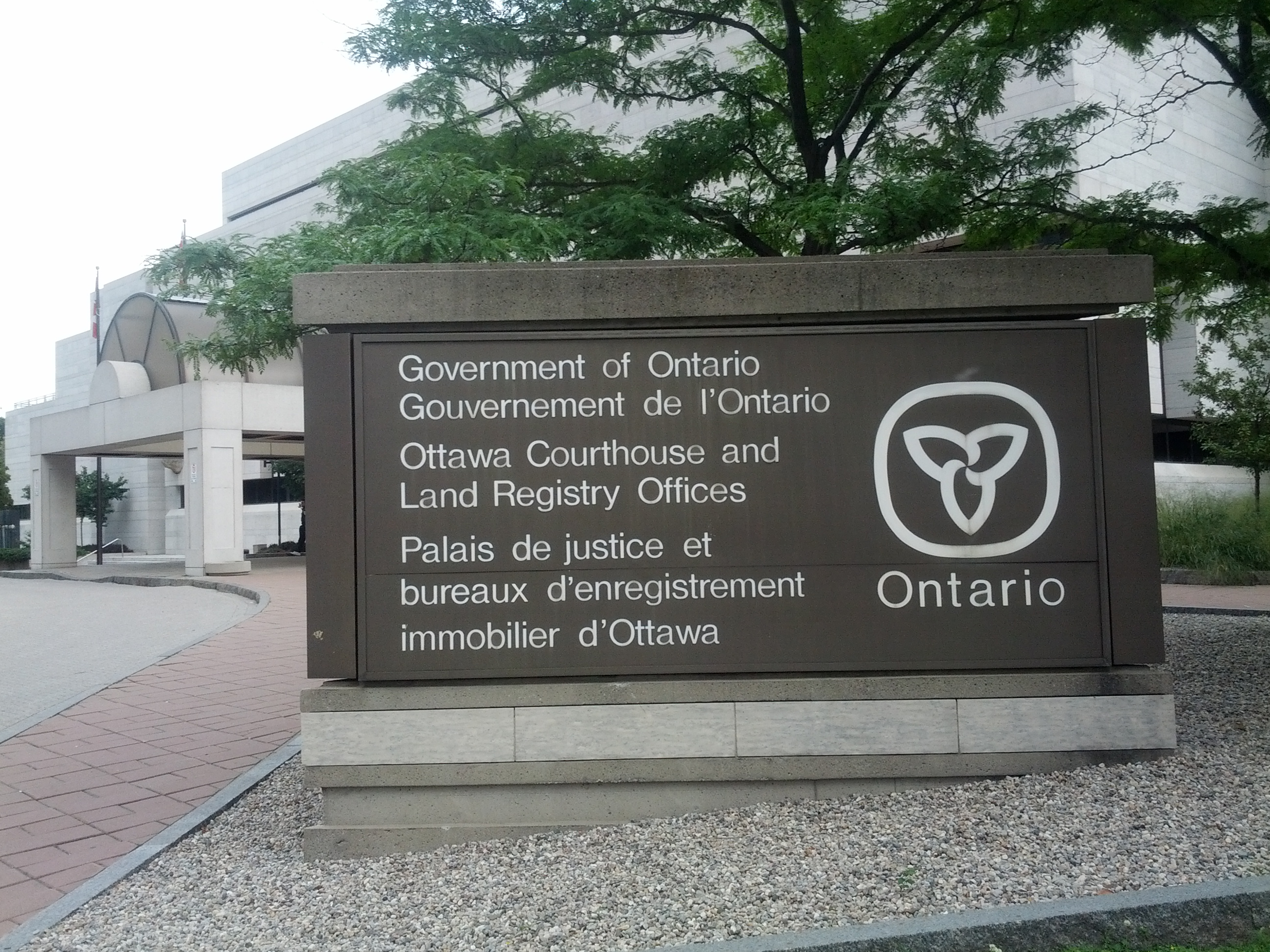
Un cartel bilingüe en el Palacio de Justicia de Ottawa

La diversidad lingüística de Ottawa va mucho más allá del inglés y el francés. La inmigración ha desempeñado un papel importante en la configuración del perfil lingüístico de la ciudad, aportando una gran riqueza de lenguas de todo el mundo.
Ottawa ha acogido a inmigrantes de diversos países, lo que ha dado lugar a un vibrante mosaico de lenguas habladas en hogares, centros comunitarios y lugares de culto. Algunas de las lenguas más habladas por los inmigrantes son el árabe, el chino (mandarín y cantonés), el español, el somalí y varias lenguas del sur de Asia, como el urdu y el punjabi.
Aunque menos frecuentes que el inglés, el francés y las lenguas de los inmigrantes, las lenguas indígenas también están presentes en Ottawa. La ciudad está situada en el territorio tradicional no cedido de la nación algonquina anishinabe. Se están haciendo esfuerzos para revitalizar y promover las lenguas indígenas, incluido el algonquino, dentro de la ciudad.   
El multilingüismo de Ottawa tiene un profundo impacto en varios aspectos de la vida de la ciudad:
La ciudad ofrece una amplia gama de opciones educativas, incluidas escuelas anglófonas, francófonas y bilingües. También hay programas lingüísticos comunitarios que atienden las necesidades de las comunidades de inmigrantes y refugiados.   

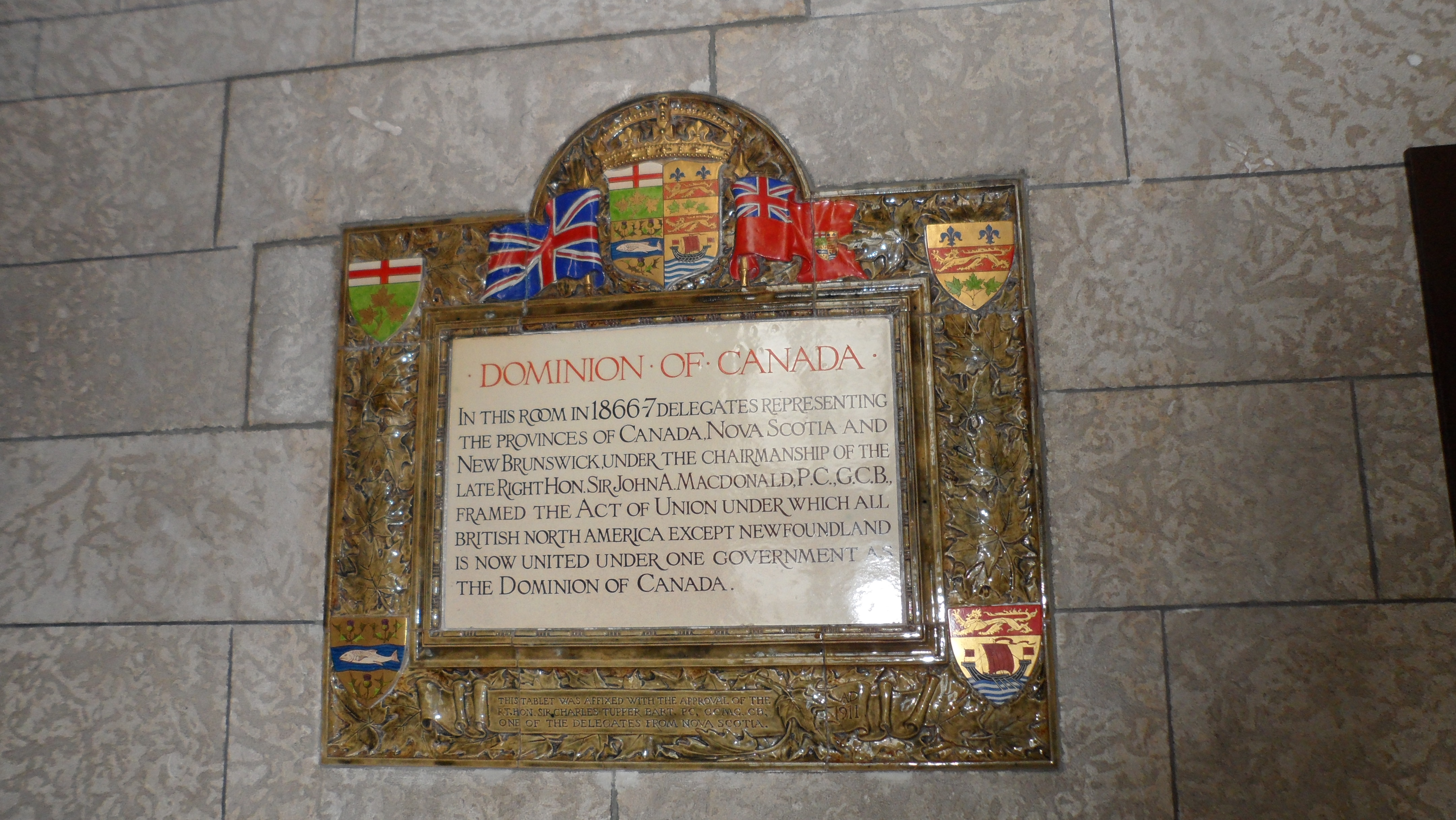
Placa escrita únicamente en inglés en Ottawa

Los profesionales sanitarios de Ottawa son cada vez más conscientes de la necesidad de prestar servicios cultural y lingüísticamente adecuados. Suelen disponer de servicios de interpretación para garantizar una comunicación eficaz entre los profesionales sanitarios y los pacientes que hablan lenguas distintas del inglés o el francés.   
La diversidad lingüística de Ottawa contribuye a su rico panorama cultural. Numerosos festivales culturales, actos comunitarios y organizaciones celebran el patrimonio multicultural y multilingüe de la ciudad.   
El bilingüismo y el multilingüismo son activos valiosos en el mercado laboral de Ottawa, especialmente en sectores como la administración pública, las relaciones internacionales y el turismo. 
Aunque la diversidad lingüística de Ottawa es un punto fuerte, también presenta ciertos retos:
Garantizar un acceso equitativo a los servicios para las personas que hablan lenguas distintas del inglés o el francés puede resultar complicado. Es crucial ofrecer servicios adecuados de interpretación y traducción.Las barreras lingüísticas pueden obstaculizar la integración y crear dificultades de comunicación en diversos entornos, como los lugares de trabajo y las interacciones comunitarias.
Apoyar la preservación y transmisión de las lenguas minoritarias, incluidas las lenguas indígenas y las de los inmigrantes, es un esfuerzo constante.
A pesar de estos retos, la diversidad lingüística de Ottawa es una fuente de dinamismo y riqueza cultural. El compromiso de la ciudad con el bilingüismo, unido a la creciente presencia de otras lenguas, crea un entorno urbano único y vibrante. El paisaje lingüístico de Ottawa refleja su identidad como ciudad verdaderamente multicultural y global, un lugar donde una sinfonía de voces contribuye a su carácter único.
A medida que Ottawa siga creciendo y diversificándose, su paisaje lingüístico seguirá evolucionando sin duda alguna. Aceptar esta diversidad y fomentar un entorno integrador en el que se valoren y respeten todas las lenguas es esencial para el éxito y la prosperidad continuos de la ciudad. Invirtiendo en educación lingüística, servicios de interpretación e iniciativas comunitarias que promuevan el entendimiento intercultural, Ottawa puede consolidar aún más su posición como ciudad verdaderamente multilingüe y multicultural.

### Familia y edades
Según el censo de 2001, residían en Ottawa 210 875 familias, de las cuales el 72,8 % eran parejas casadas que vivían juntas, el 11,1 % eran parejas de hecho y el 13,2 % estaban compuestas por una mujer sin un marido presente.

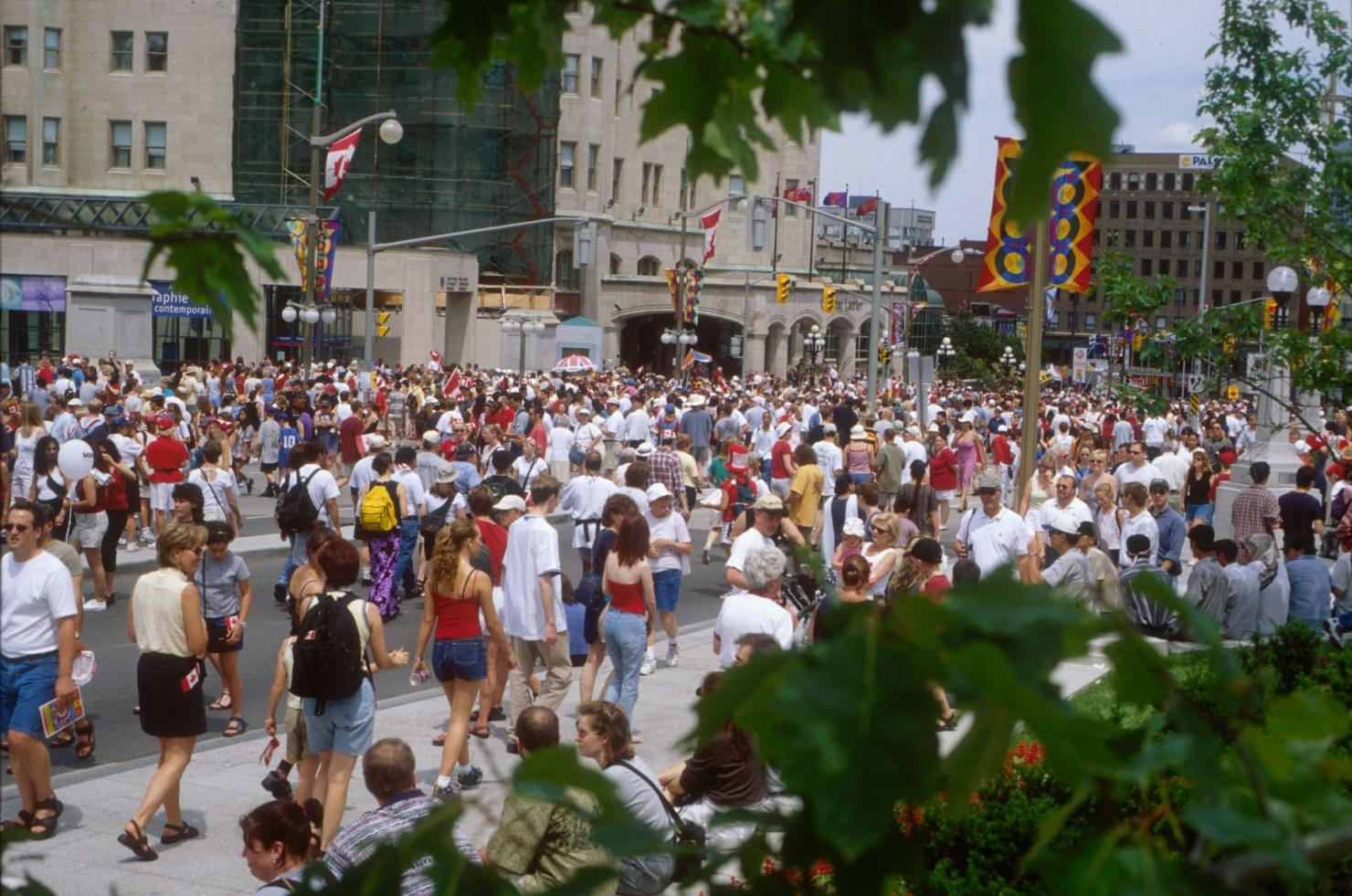
Ottawa en el Día de Canadá.

El perfil de edades de Ottawa es disperso. El 25,3 % de la población de la ciudad tiene menos de 19 años, el 63,2 % tiene entre 19 y 64 años y el 11,5 % tiene más de 65 años. La media de edad de la población residente es de 36,7 años. Por cada 100 personas de sexo femenino existen cerca de 95,1 personas de sexo masculino. Por cada 100 mujeres mayores de edad existen 92,1 hombres.
La renta anual media de un trabajador en Ottawa es de 39 713 dólares canadienses, y la renta media familiar, de 73 507. Los hombres tienen renta anual media de 47 203 dólares, y las mujeres, de 31 641 dólares. La renta per cápita de la ciudad es de 23 061 dólares.
|                       | Antigua ciudad de Ottawa | Nueva ciudad de Ottawa |
| --------------------- | ------------------------ | ---------------------- |
| Población (2001)      | 337 131 habitantes       | 774 072 habitantes     |
| Población (1996)      | 323 340 habitantes       | 721 136 habitantes     |
| % Cambio (1996-2001)  | 4,2 %                    | 7,3 %                  |
| Residencias           | 155 536                  | 310 132                |
| Densidad de población | 3059,7 hab/km²           | 278,6 hab/km²          |
| Área                  | 110,15 km²               | 2778,64 km²            |

### Datos generales
| Datos generales (2001 Archivado el 27 de febrero de 2021 en Wayback Machine.) | Datos generales (2001 Archivado el 27 de febrero de 2021 en Wayback Machine.)                                                                                      |
| ----------------------------------------------------------------------------- | --- |

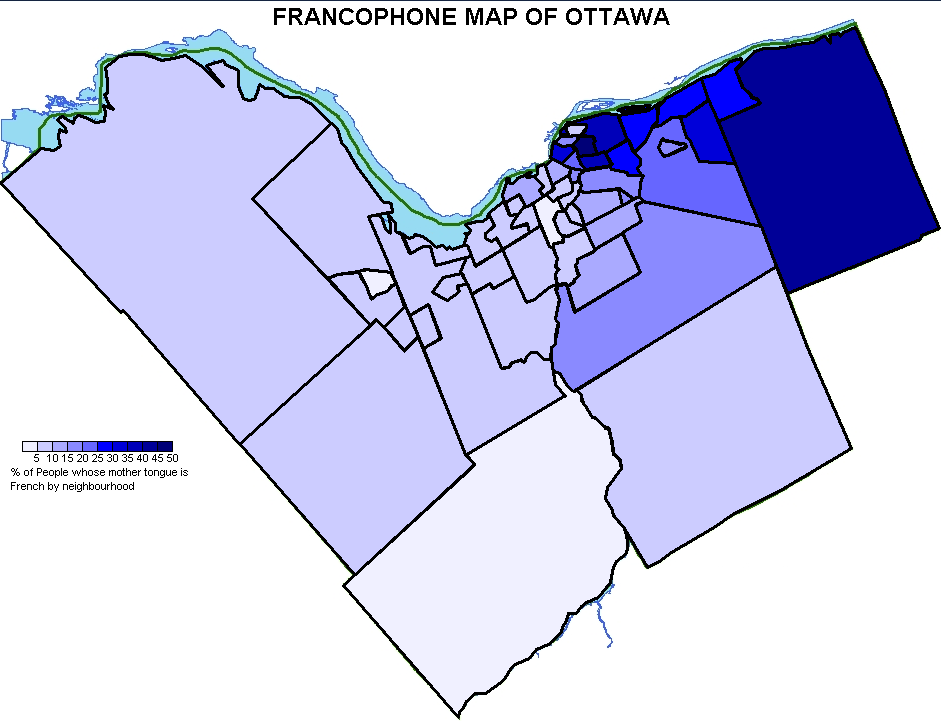
Plano de Ottawa que muestra el porcentaje de francófonos por región.

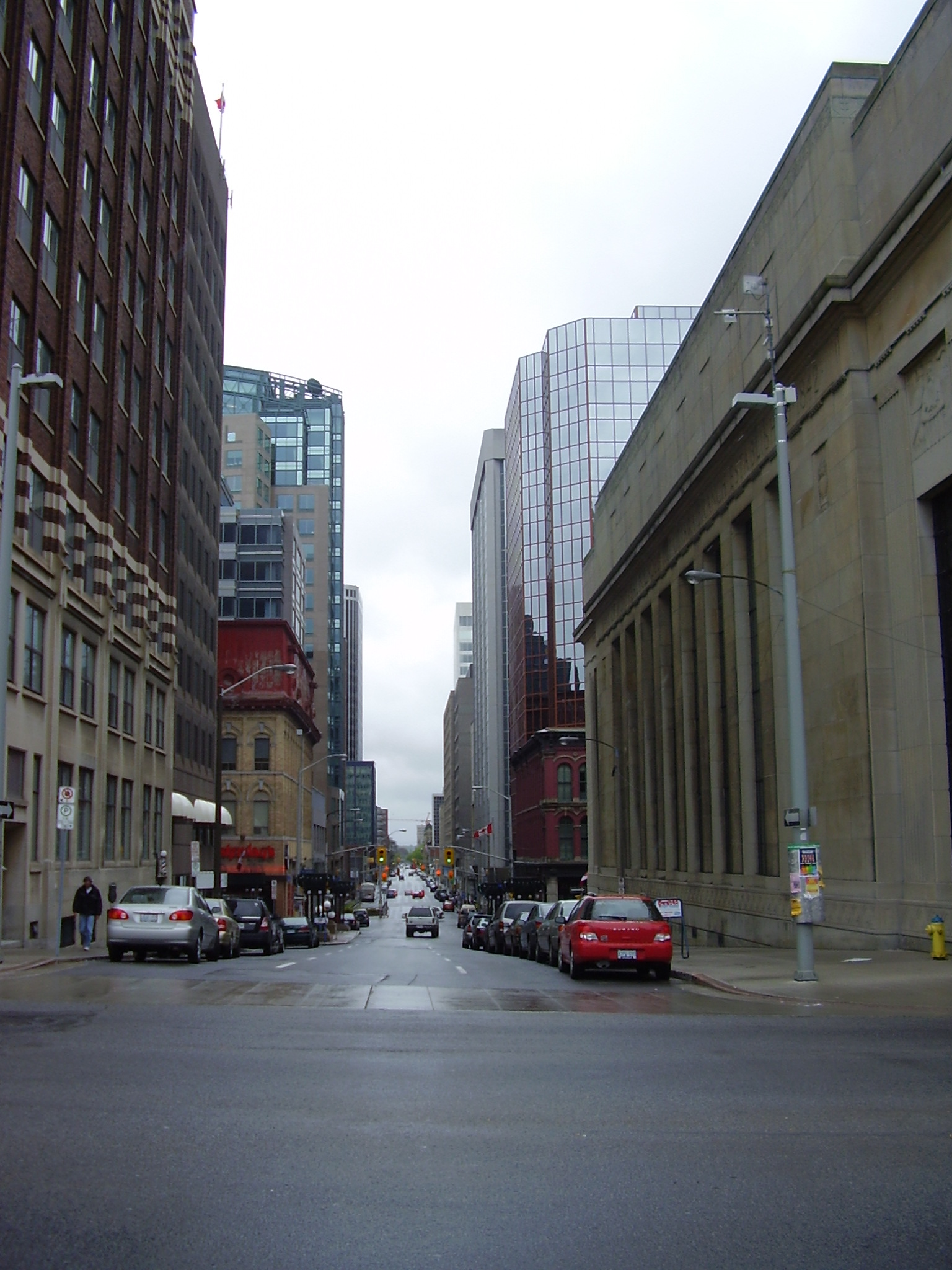
Vista del centro financiero de Ottawa.

| Población                                                                     | - Ciudad propiamente dicha: 774 072 habitantes - Área metropolitana: 1 063 664 habitantes                                                                          |
| Pirámide de edades:                                                           | 0-14 años: 19,3 % (niños: 104 810 / niñas: 100 500) 15-64 años: 69,9 % (hombres: 366 175 / mujeres: 377 140) 65+ años: 10,8 % (hombres: 47 740 / mujeres: 67 295)  |
| Media de edad:                                                                | Total: 36,6 años Hombres: 35,8 años Mujeres: 37,4 años |
| Crecimiento anual:                                                            | 1,3 % |
| Tasa de natalidad                                                             | 12,4 nacimientos / 1000 habitantes |
| Tasa de mortalidad                                                            | 6 muertes / 1000 habitantes |
| Tasa de migración                                                             | 6,6 migrantes / 1000 habitantes |
| Tasa de fertilidad                                                            | 1,79 niños nacidos / mujer |
| VIH/SIDA                                                                      | Habitantes con VIH/sida: 2600 Tasa de prevalencia adulta: 0,3 % |
| Gentilicio                                                                    | Ottawan en inglés, Ottavien y Ottavienne en francés |
| Religiones                                                                    | 79,3 % Cristianos (católicos, anglicanos, ortodoxos) 3,9 % Musulmanes 1,1 % Judíos 0,8 % Budistas 1,3 % Sijs 0,3 % Otros 13,3 % Ninguna religión o no especificada |
| Idiomas (lengua materna)                                                      | 62,6 % inglés (oficial) 32,6 % francés (oficial) 16,5 % otros (los más hablados son el italiano, chino, panyabí, árabe, hindi, alemán)                             |

### Sanidad

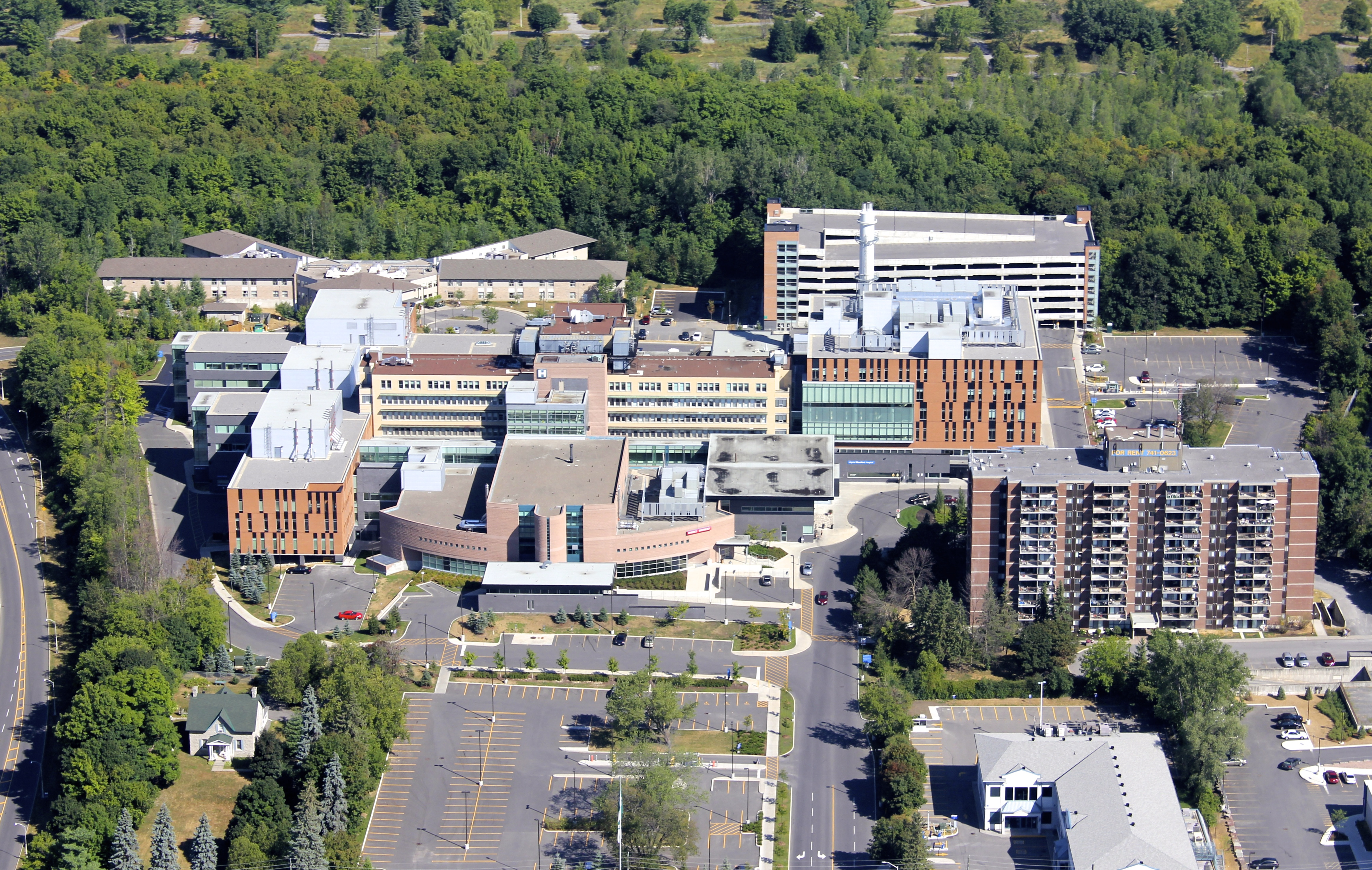
Hospital Montfort de Ottawa

El sistema sanitario de Ottawa ha evolucionado mucho a lo largo de los años. Comenzó con la creación del Hospital General en 1845, que más tarde se fusionó con otros hospitales para formar el Hospital de Ottawa en 1998. El sistema ha crecido hasta incluir múltiples campus y centros especializados, como el Instituto del Corazón de la Universidad de Ottawa y el Centro Oncológico del Hospital de Ottawa.
El sistema sanitario de Ottawa funciona bajo los principios de universalidad, accesibilidad y exhaustividad, tal y como establece la Ley de Salud de Canadá. Esto significa que todos los residentes tienen un acceso equitativo y justo a los servicios médicos. El sistema se sustenta en una combinación de financiación pública y privada, y el Plan de Seguro Médico de Ontario (OHIP) proporciona una amplia cobertura para muchos servicios sanitarios.
En Canadá, la prestación de asistencia sanitaria es principalmente responsabilidad provincial. El Ministerio de Sanidad de Ontario es responsable de supervisar y financiar los servicios sanitarios de la provincia, incluida Ottawa.
El OHIP es el plan de seguro médico provincial que ofrece cobertura para la mayoría de los servicios médicamente necesarios a los residentes de Ontario que reúnan los requisitos necesarios. Los residentes en Ottawa deben inscribirse y obtener una tarjeta OHIP para acceder a la asistencia sanitaria financiada con fondos públicos.

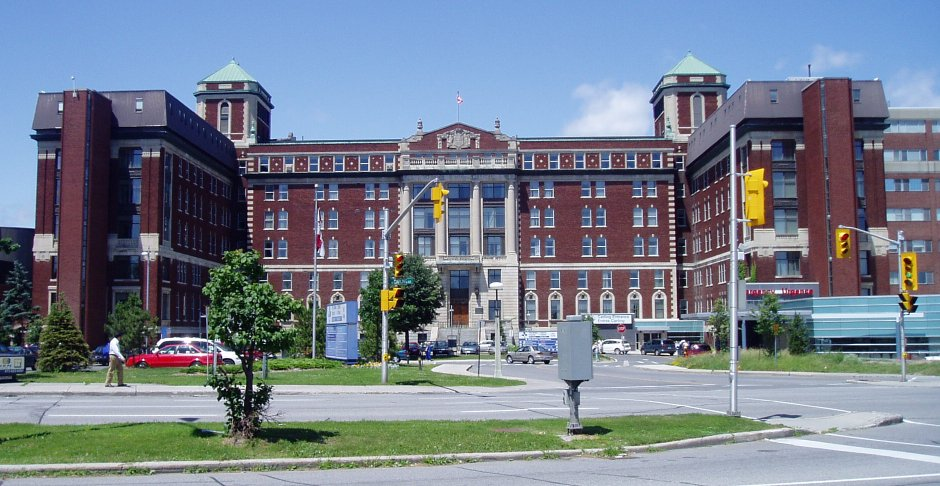
Hospital Cívico de Ottawa

La atención primaria es la base del sistema. La mayoría de los habitantes de Ottawa acceden a la asistencia sanitaria a través de médicos de familia o enfermeros profesionales que prestan servicios integrales de atención primaria, incluida la atención preventiva, el diagnóstico, el tratamiento de enfermedades comunes y la derivación a especialistas.
Cuando es necesario, los proveedores de atención primaria derivan a los pacientes a especialistas para diagnósticos y tratamientos más especializados. Estos especialistas pueden estar en hospitales o clínicas privadas.
Ottawa cuenta con varios hospitales importantes que ofrecen una amplia gama de servicios hospitalarios y ambulatorios, como atención de urgencias, cirugía, tratamientos médicos especializados y rehabilitación. Estos hospitales se financian con fondos públicos y funcionan dentro del sistema sanitario provincial. Algunos hospitales clave son:
- El Hospital de Ottawa (TOH)
- Hospital Queensway Carleton (QCH)
- Hospital Montfort

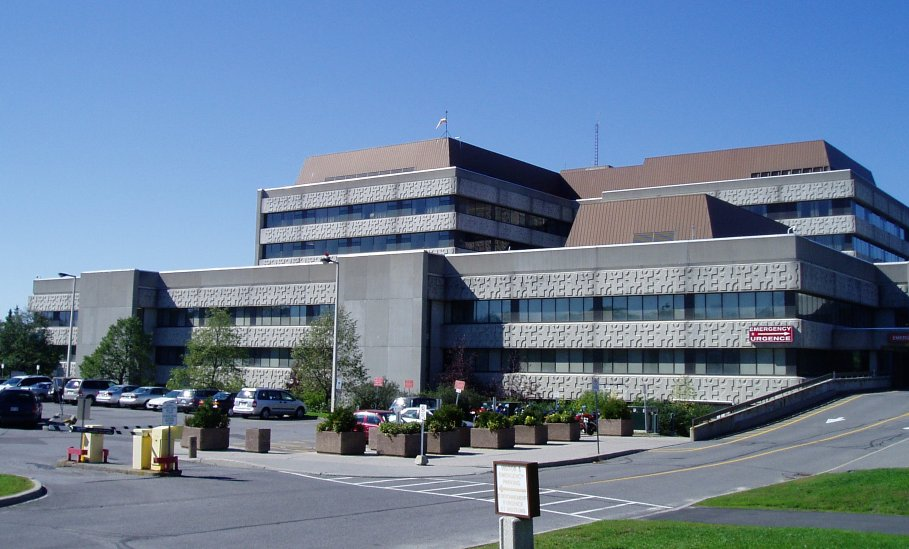
Hospital Infantil del Este de Ontario

- Hospital Infantil del Este de OntarioCHEO (Hospital Infantil del Este de Ontario)

Los Centros de Salud Comunitarios (CHC) prestan servicios integrales de atención primaria y servicios sociales a comunidades específicas, a menudo centrándose en poblaciones vulnerables y abordando los determinantes sociales de la salud.
Los servicios de atención domiciliaria prestan asistencia sanitaria y apoyo a las personas en sus hogares, mientras que los centros de cuidados de larga duración ofrecen atención residencial a personas con necesidades sanitarias complejas que ya no pueden vivir de forma independiente. Estos servicios también forman parte del sistema de financiación pública, aunque los criterios de elegibilidad y el acceso pueden variar.
Los servicios de salud mental están integrados en el sistema sanitario más amplio, con servicios prestados por médicos de familia, psiquiatras, psicólogos y otros profesionales de la salud mental en diversos entornos, como hospitales, centros comunitarios de salud mental y consultas privadas.

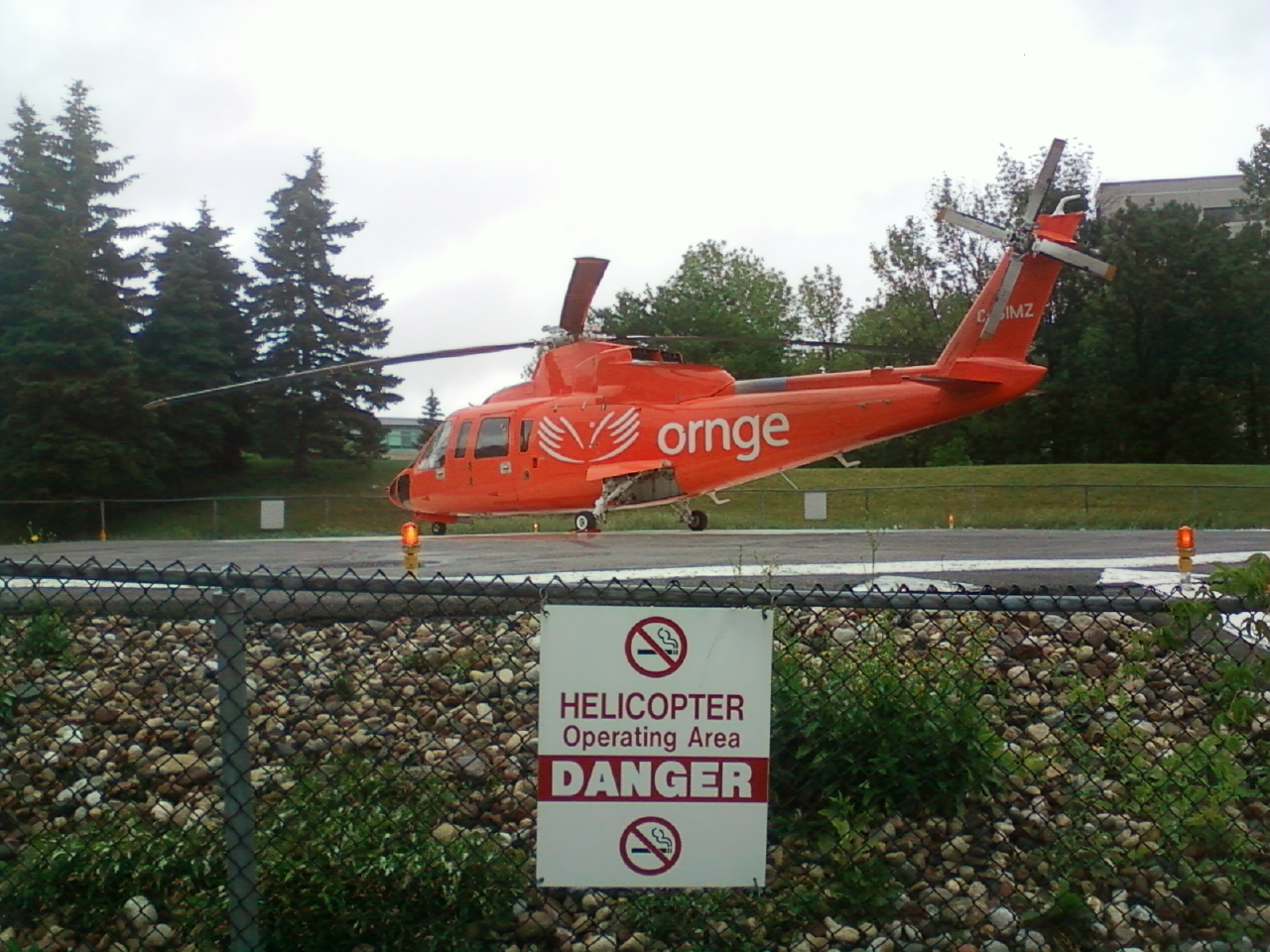
Un helicóptero para emergencias en uno de los centros de salud de la ciudad

Los servicios médicos de urgencia están disponibles 24 horas al día, 7 días a la semana, llamando al 911. Los hospitales disponen de servicios de urgencias que ofrecen atención médica urgente.
Como capital de Canadá, Ottawa tiene una importante población francófona. Garantizar el acceso a los servicios sanitarios en las dos lenguas oficiales es un reto constante.
Ottawa es una ciudad diversa con muchas comunidades de inmigrantes y refugiados. Es importante atender las necesidades sanitarias específicas de estas poblaciones, incluidas las barreras lingüísticas y la sensibilidad cultural.
Aunque Ottawa es principalmente un centro urbano, algunas zonas circundantes se consideran rurales. Garantizar un acceso equitativo a la asistencia sanitaria para los residentes en estas zonas puede ser un reto.

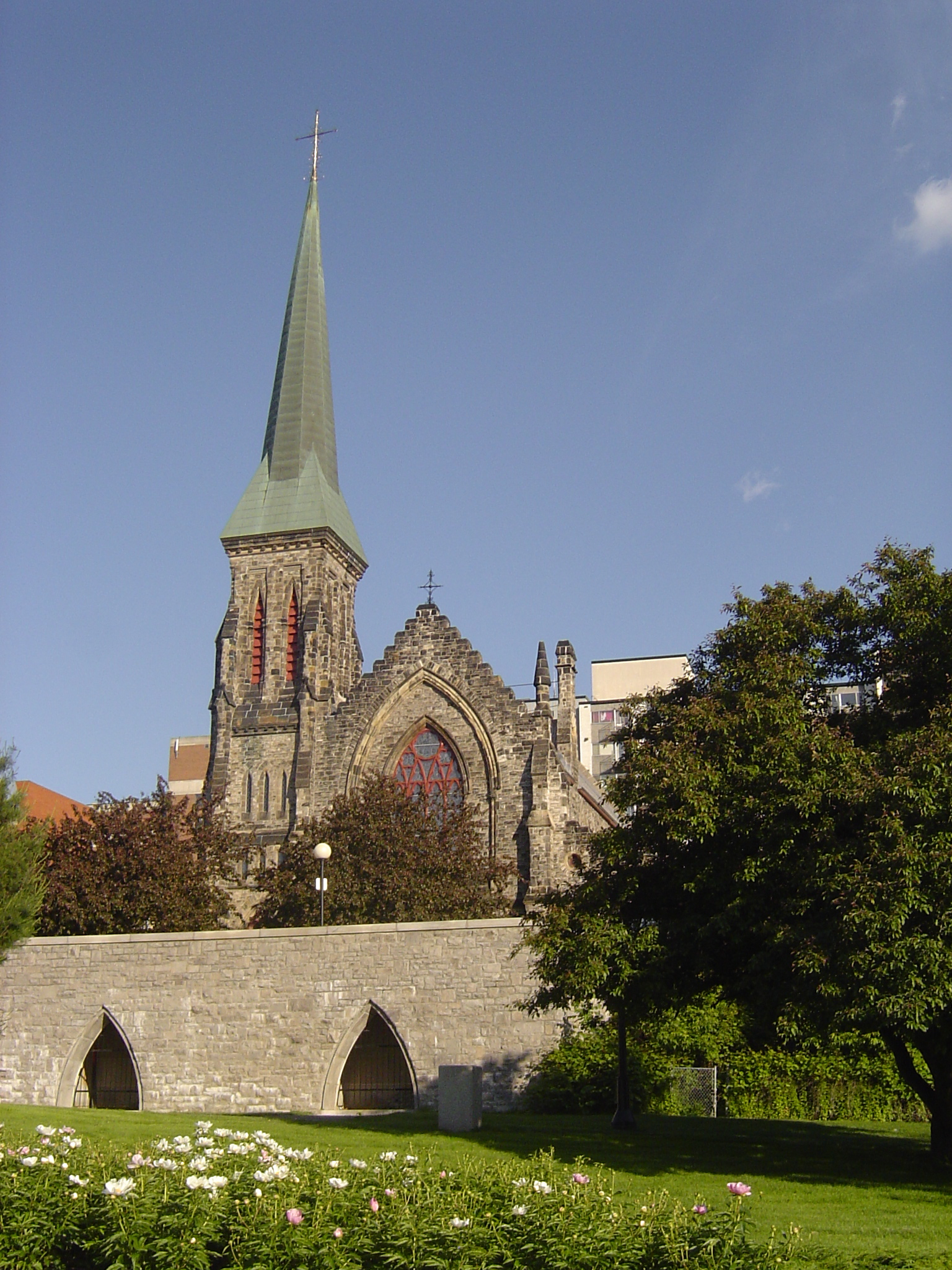
La Catedral Anglicana Iglesia de Cristo en Ottawa

### Religión
Ottawa, la capital de Canadá, es un microcosmos de la diversidad y la evolución del panorama religioso del país. Aunque históricamente ha estado marcada por el cristianismo, en particular el catolicismo y el protestantismo, Ottawa se ha vuelto cada vez más pluralista, reflejo de la afluencia de inmigrantes de todo el mundo. En la actualidad, la ciudad alberga una multitud de religiones, cada una de las cuales contribuye a su rico tapiz cultural.
Debido a la fuerte presencia francocanadiense en la región, el catolicismo romano ha sido una fuerza dominante. Numerosas iglesias e instituciones católicas, como la catedral basílica de Notre Dame, uno de los principales monumentos de la ciudad, dan fe de esta influencia histórica.
Varias confesiones protestantes, como la anglicana, la presbiteriana y la iglesia unida, también están presentes en Ottawa desde hace mucho tiempo. Estas iglesias han desempeñado un importante papel en la construcción de la comunidad y los servicios sociales.
Aunque el cristianismo sigue siendo una parte importante del paisaje religioso de Ottawa, su demografía ha cambiado en las últimas décadas, con un descenso de la afiliación y la asistencia a las iglesias tradicionales.
La inmigración ha sido uno de los principales motores de la diversificación religiosa en Ottawa. La ciudad ha acogido a personas de distintas partes del mundo, que han traído consigo sus diversas creencias y prácticas religiosas.

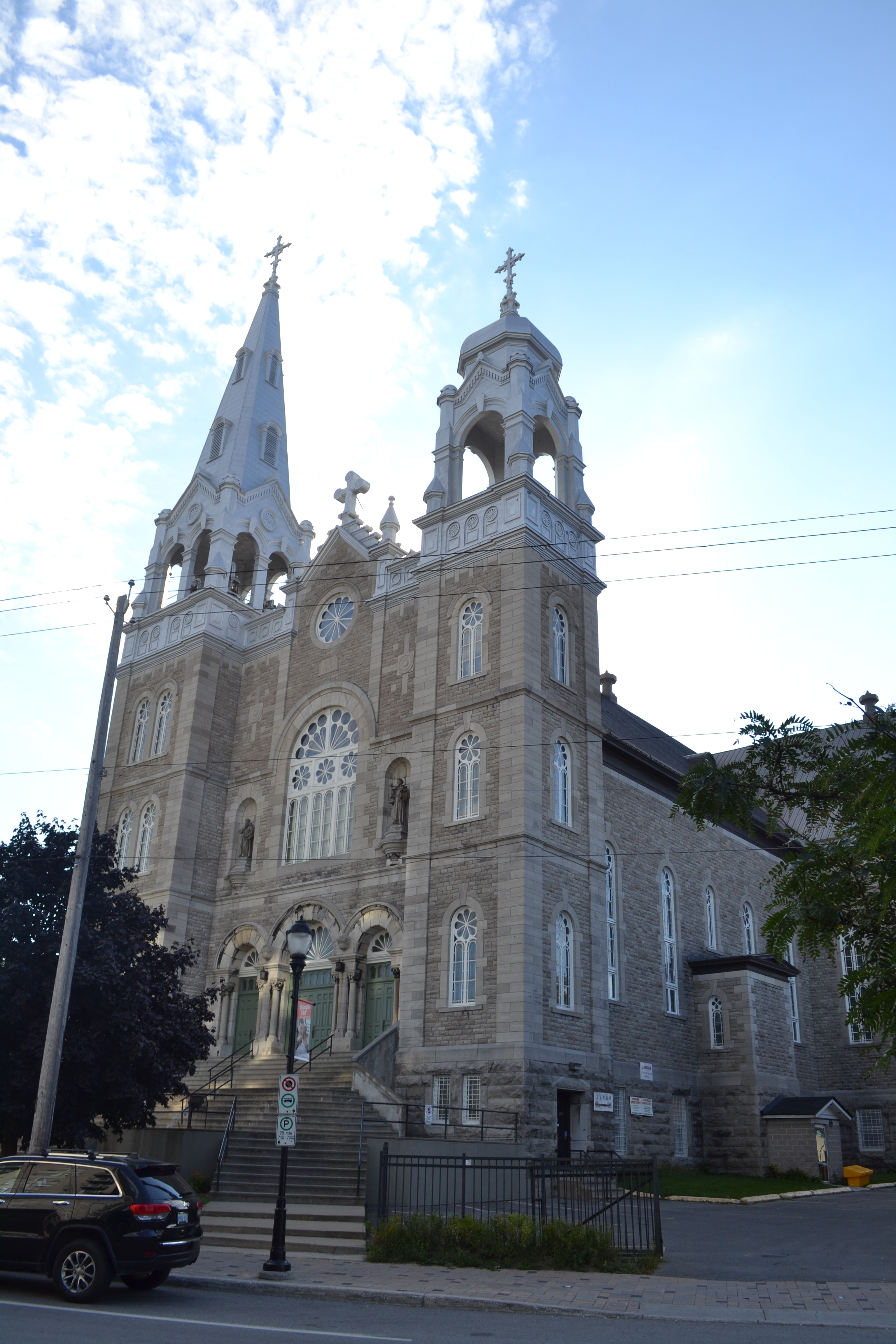
La Iglesia católica de San Francisco de Asís en Ottawa

Ottawa cuenta con una creciente comunidad musulmana, con numerosas mezquitas y centros islámicos que atienden sus necesidades. La población musulmana se ha convertido en una parte importante del paisaje religioso de la ciudad, contribuyendo a su riqueza cultural.
Aunque históricamente reprimidas, existe un movimiento creciente para revitalizar las tradiciones espirituales indígenas en Ottawa, reflejo de la ubicación de la ciudad en territorio algonquino no cedido.
Junto con el crecimiento de diversas comunidades religiosas, también se ha producido un aumento significativo del número de personas que se identifican como no religiosas. Esta tendencia refleja cambios sociales más amplios hacia el secularismo y un declive de la observancia religiosa tradicional.
Las comunidades religiosas proporcionan importantes redes sociales y sistemas de apoyo a sus miembros. También contribuyen a la riqueza cultural de la ciudad a través de diversos festivales, actos y tradiciones.
Ottawa tiene una sólida tradición de diálogo y cooperación interconfesional. Diversas organizaciones e iniciativas promueven el entendimiento y la colaboración entre las distintas comunidades religiosas.
Muchas organizaciones religiosas prestan servicios sociales a la comunidad, como bancos de alimentos, albergues y programas de apoyo. Las instituciones religiosas han desempeñado un papel en la educación de Ottawa, y algunas escuelas tienen afiliaciones religiosas.

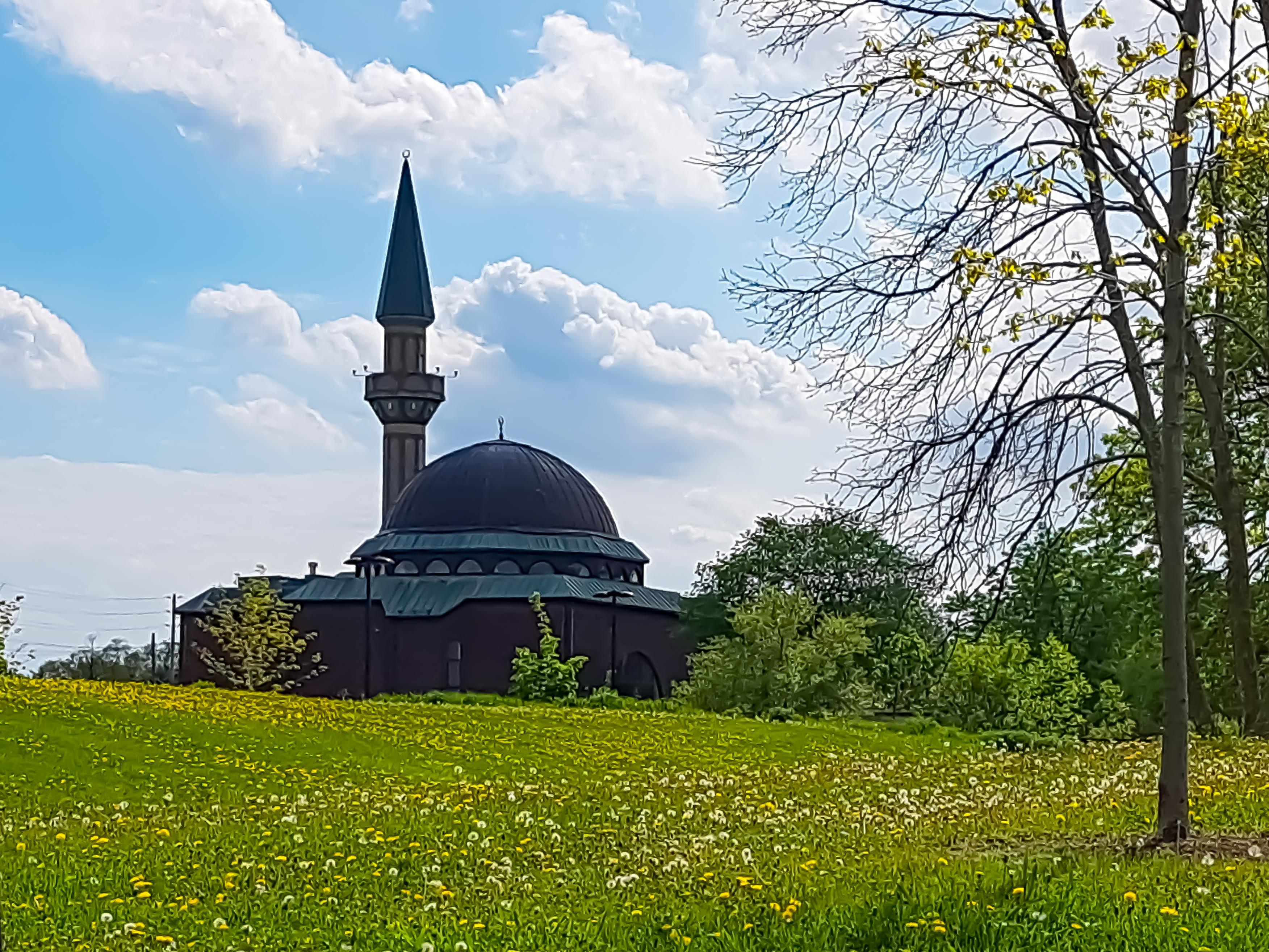
La Mezquita de Ottawa

Según el censo de 2021, los grupos religiosos en Ottawa estaban constituidos de la siguiente manera:
- Cristianismo (528.700 personas o 52,8%)
- Irreligión (316.740 personas o 31,6%)
- Islam (98.920 personas o 9,9%)
- Hinduismo (20.300 personas o el 2,0%)
- Budismo (10.800 personas o 1,1%)
- Judaísmo (10.600 personas o 1,1%)
- Sijismo (6.375 personas o 0,6%)
- Espiritualidad indígena (445 personas o <0,1%)
- Otros (8.055 personas o 0,8%)

En 2011, alrededor del 65% de los residentes en Ottawa se describían a sí mismos como cristianos, representando los cristianos católicos el 38,5% de la población y los miembros de iglesias protestantes el 25%. Otras religiones también estaban presentes en Ottawa, siendo las más destacadas el islam (6,7%), el hinduismo (1,4%), el budismo (1,3%) y el judaísmo (1,2%). Las personas sin afiliación religiosa representaban el 22,8%.

## Economía

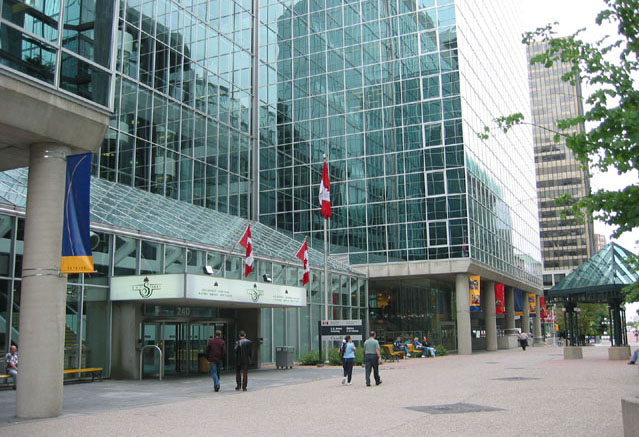
Centro Comercial 240 Sparks.

El sector público es, con diferencia, el que a más personas ocupa de la ciudad, cerca de 72 mil que trabajan para el gobierno nacional, y otras 12 mil para el sector público municipal. En total, los puestos de trabajo directamente relacionados con el sector público corresponden a aproximadamente un 20% del total de puestos de trabajo de Ottawa.
Ottawa es un centro tecnológico, donde tienen su sede más de 800 empresas y sus respectivas fábricas, que emplean a más de 48 mil personas. Debido a esto, Ottawa se ha ganado el apodo de "capital nacional de la alta tecnología". La mayoría de estas empresas están especializadas en la investigación avanzada en un número de sectores que incluyen la creación y desarrollo de softwares, la tecnología ambiental, la investigación espacial y las telecomunicaciones. Otro sector importante es el sanitario, que emplea a 18 mil personas. La industria de alta tecnología es la segunda fuente de ingresos de Ottawa, seguida del turismo. Se estima que la Región de la Capital Nacional atrae a cerca de 7 millones de turistas al año, que se dejan en total 1300 millones de dólares.
En la ciudad se publican tres diarios: el Ottawa Citizen y el Ottawa Sun se imprimen en inglés, mientras que Le Droit lo hace en francés. Además de eso, Ottawa dispone de cuatro cadenas de televisión (tres en inglés y una en francés) y 16 cadenas de radio (catorce en inglés y dos en francés).

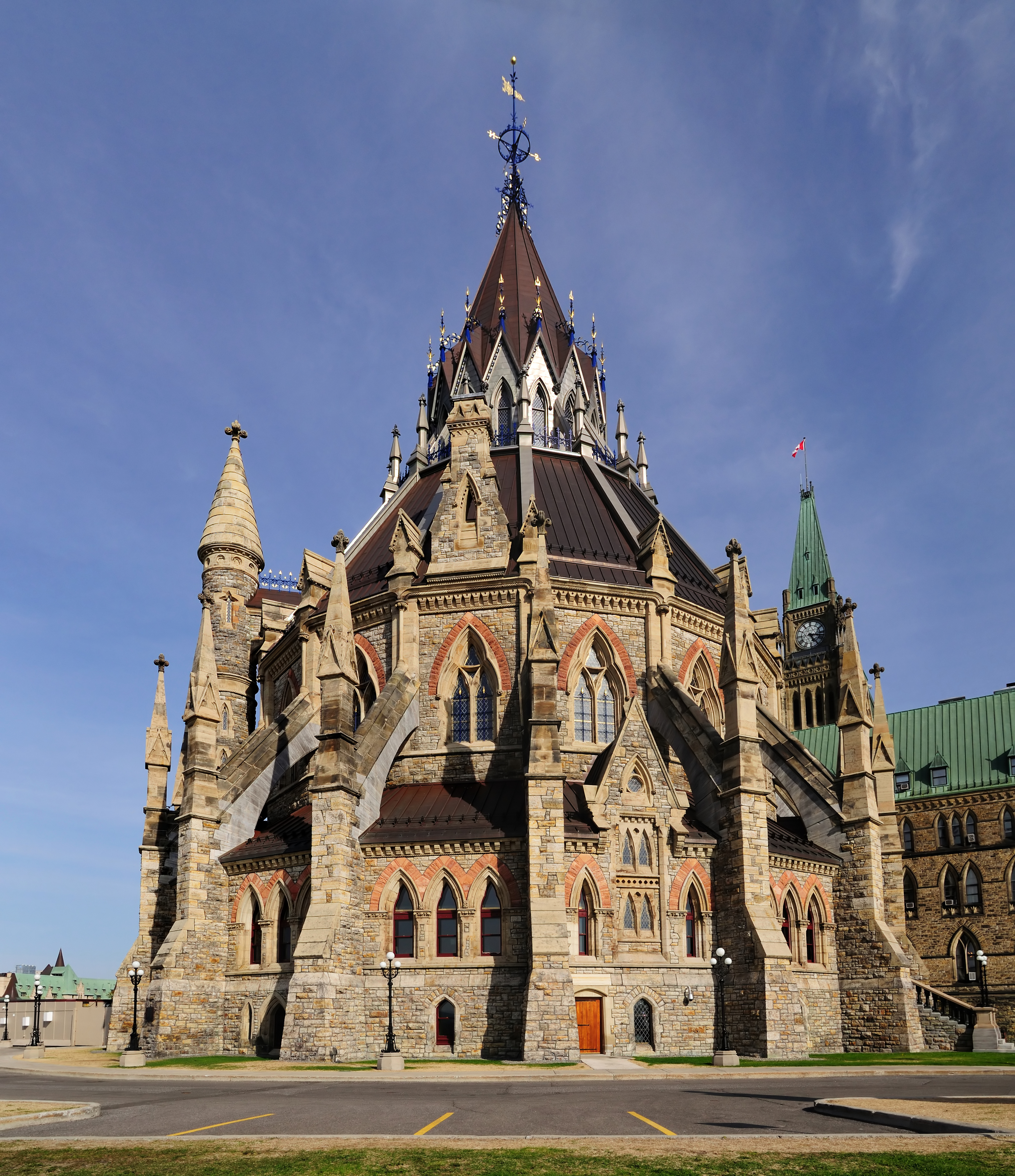
Biblioteca del Parlamento Canadiense

### Turismo
Enclavada en la confluencia de los ríos Ottawa, Gatineau y Rideau, Ottawa es la vibrante capital de Canadá, una ciudad que entrelaza a la perfección una rica historia, una cultura extraordinaria y una belleza natural. Hogar de una población diversa y de un próspero panorama artístico, Ottawa es un destino excepcional tanto para viajeros nacionales como internacionales. Ya sea paseando por las majestuosas salas de Parliament Hill, deleitándose con las delicias culinarias de ByWard Market o contemplando la serena belleza del Canal Rideau, Ottawa tiene algo que ofrecer a todo el mundo.
El turismo desempeña un papel crucial en la economía de Ottawa, generando millones en ingresos y proporcionando miles de puestos de trabajo. En los últimos años, la ciudad ha realizado esfuerzos concertados para aumentar su atractivo turístico mediante diversas iniciativas y mejoras de las infraestructuras. Desde sus extensos lugares históricos hasta sus animados festivales y parques naturales, Ottawa presenta una mezcla única de experiencias que atrae a visitantes durante todo el año.
Ottawa cuenta con una variada oferta gastronómica. Desde establecimientos de alta cocina como Beckta hasta locales informales como Elgin Street Diner, hay opciones para todos los paladares y bolsillos. La zona del ByWard Market destaca especialmente por sus restaurantes eclécticos y su ambiente vibrante.

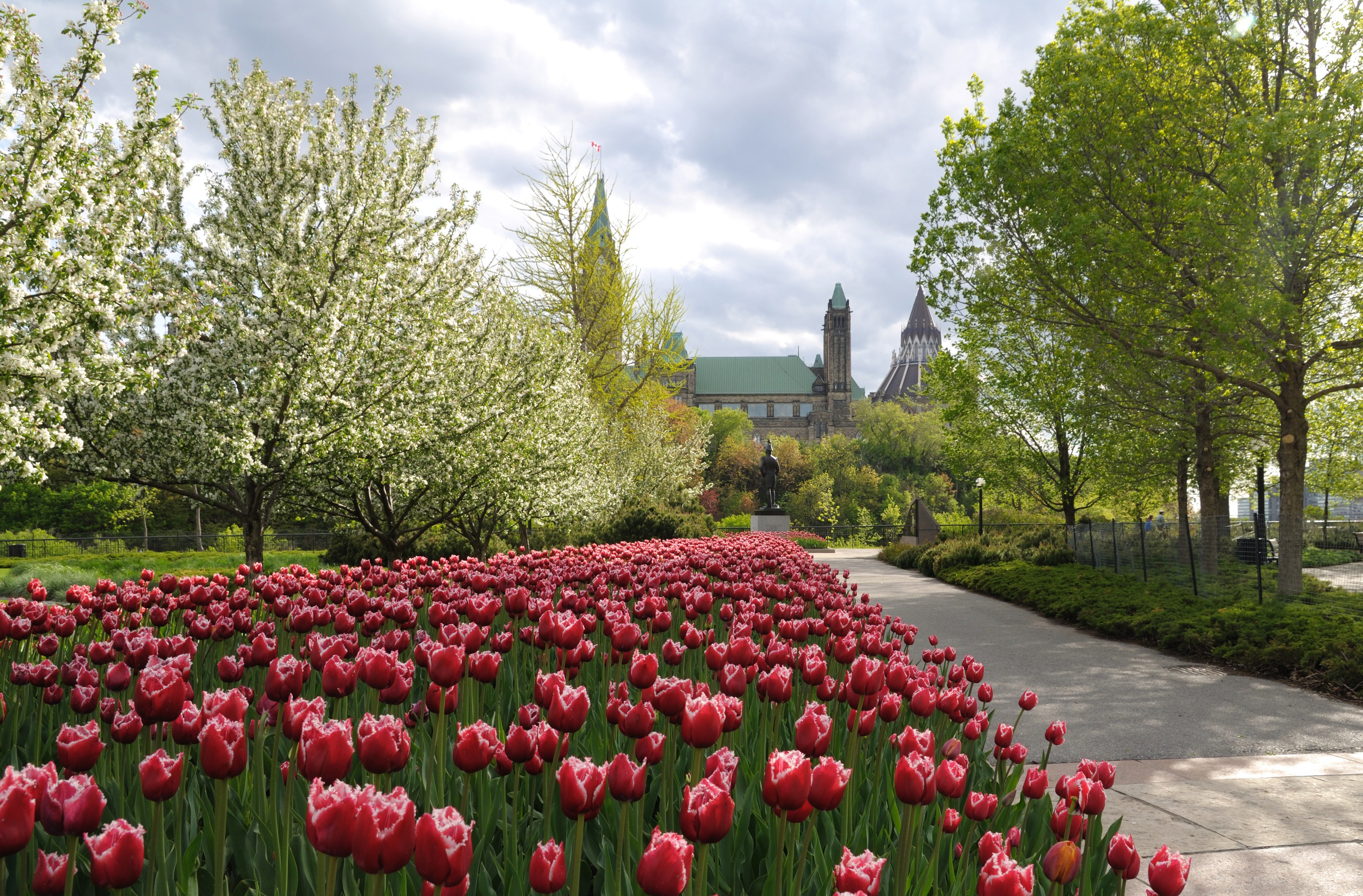
Tulipanes en Ottawa

La vida nocturna de Ottawa se adapta a todos los gustos. Tanto si busca un bar relajado, música en directo o un club de baile, lo encontrará en barrios como ByWard Market y Glebe. Entre los locales más destacados se encuentran Barrymore's Music Hall, donde se celebran conciertos en directo, y The 27 Club, conocido por su animado ambiente.
Una vez en la ciudad, el sistema de transporte público OC Transpo incluye autobuses y el tren ligero O-Train, lo que facilita moverse por Ottawa. Además, el ciclismo es muy popular, con muchos carriles bici y un programa de bicicletas compartidas.
Aunque Ottawa ofrece atracciones durante todo el año, las mejores épocas para visitarla son la primavera (de abril a junio) y el otoño (de septiembre a octubre), cuando el tiempo es suave y el paisaje natural especialmente bello.

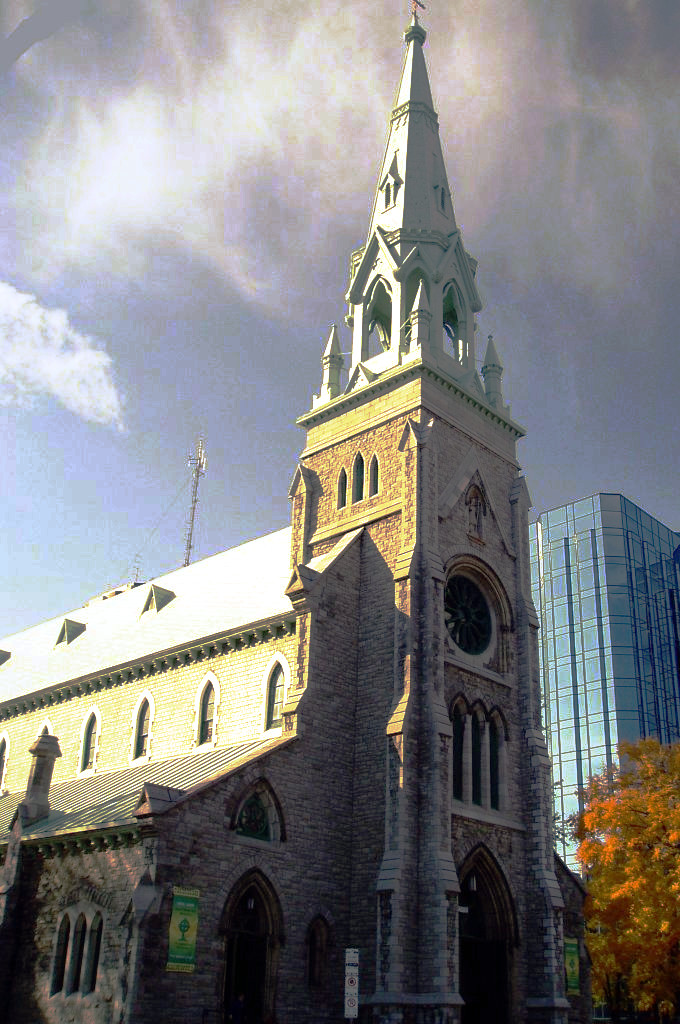
Catedral de San Patricio en Ottawa

El turismo es un importante generador de ingresos para Ottawa. Los visitantes gastan dinero en alojamiento, restaurantes, transporte, entretenimiento y compras, inyectando miles de millones de dólares en la economía local. En 2019, Ottawa dio la bienvenida a más de 11 millones de visitantes, generando aproximadamente 3.000 millones de dólares en impacto económico. Este gasto apoya a las empresas locales y contribuye a la base impositiva de la ciudad, financiando servicios públicos y proyectos de infraestructura.
La industria del turismo es una fuente importante de empleo en Ottawa. Proporciona puestos de trabajo en diversos sectores, como la hostelería, el comercio minorista, el transporte y las instituciones culturales. Según datos de Ottawa Tourism, el sector mantiene más de 43.000 puestos de trabajo en la ciudad. Estos empleos van desde el personal de hotel y los trabajadores de restaurantes a guías turísticos y coordinadores de eventos, ofreciendo diversas oportunidades de empleo a los residentes.
La afluencia de turistas impulsa la inversión en infraestructuras y servicios. Para satisfacer las necesidades de los visitantes, Ottawa ha invertido en el desarrollo de hoteles, centros de convenciones, redes de transporte y atracciones culturales. Grandes proyectos, como la revitalización de la Galería de Arte de Ottawa y la ampliación del Rideau Centre, aumentan el atractivo de la ciudad para turistas y residentes por igual. La mejora de las infraestructuras no sólo beneficia a los turistas, sino que también mejora la calidad de vida de los residentes locales.
El turismo desempeña un papel crucial en la conservación y promoción del patrimonio cultural de Ottawa. Muchas de las atracciones de la ciudad, como museos, lugares históricos y festivales, dependen de los ingresos del turismo para mantener sus operaciones y financiar los esfuerzos de conservación. Eventos como el Festival Canadiense del Tulipán y Winterlude celebran la diversidad cultural y la historia de Ottawa, atrayendo visitantes y fomentando un sentimiento de orgullo comunitario.

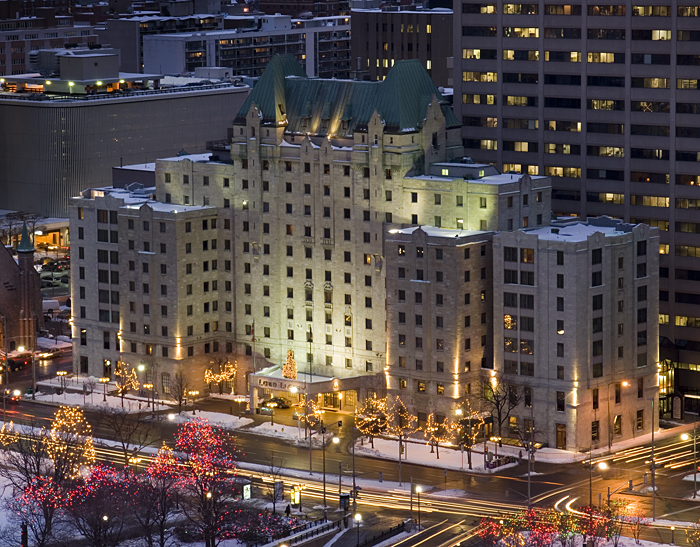
El Hotel Lord Elgin

Ottawa es un destino popular para el turismo de negocios y convenciones. La ubicación estratégica de la ciudad, sus modernas instalaciones y su proximidad a las instituciones gubernamentales la convierten en un lugar ideal para conferencias, ferias comerciales y actos corporativos. El turismo de negocios atrae a visitantes de alto poder adquisitivo, generando importantes beneficios económicos para la ciudad. El Shaw Centre, el principal centro de convenciones de Ottawa, acoge numerosos eventos nacionales e internacionales que impulsan la economía local y fomentan las conexiones empresariales.
El turismo contribuye a diversificar la economía de Ottawa. Aunque la ciudad es conocida por sus sectores gubernamental y tecnológico, el turismo proporciona una fuente de ingresos adicional que reduce la dependencia de una sola industria. Esta diversificación aumenta la resistencia económica, permitiendo a Ottawa soportar mejor las fluctuaciones económicas y los cambios del mercado mundial.

## Transporte

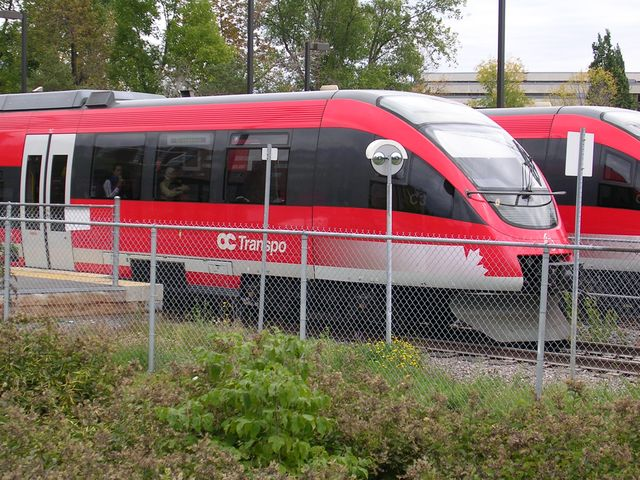
Trenes del O-Train, el sistema de tren ligero de Ottawa.

Ottawa cuenta con un extenso servicio de trenes de pasajeros y de carga, y posee una limitada malla ferroviaria dentro de sus límites municipales. El Aeropuerto Internacional de Ottawa es el centro neurálgico de las principales aerolíneas del país, que conectan la ciudad con otras ciudades importantes de Canadá, así como algunas ciudades de Estados Unidos. Otro aeropuerto de la ciudad es el Aeropuerto Ejecutivo Gatineau-Ottawa.
Ottawa cuenta con un sistema de autopistas de aproximadamente 40 kilómetros de extensión, lo suficiente para atender a las demandas de la ciudad. Sin embargo, este sistema no está conectado con el de la ciudad de Gatineau, lo que causa serios problemas de tráfico entre los puentes que conectan Ottawa con esta ciudad. Las principales carreteras de la ciudad son la Highway 417 (también parte de la Trans-Canada Highway), la Highway 416, y la Quebec Autoroute 5, que conecta Ottawa con Gatineau.
El sistema de transporte público está totalmente integrado, disponiendo de una eficiente red de líneas de autobuses y un sistema de tren ligero. Muchas vías públicas están destinadas exclusivamente al tráfico de autobuses, bicicletas o peatones.
Numerosos senderos multiusos pavimentados, en su mayoría gestionados por la Comisión de la Capital Nacional y la ciudad, serpentean por gran parte de la capital, incluso a lo largo del río Ottawa, el río Rideau y el canal Rideau. Estas vías se utilizan para el transporte, el turismo y el ocio. Debido a que muchas calles tienen carriles anchos en los bordillos o carriles bici, la bicicleta es un medio de transporte utilizado por hasta el 2,5% de los ciudadanos, incluso en invierno. Este es el porcentaje más alto de cualquier gran ciudad canadiense. A 31 de diciembre de 2015, más de 900 km (560 mi) de instalaciones para bicicletas se encuentran en Ottawa, incluyendo 435 km (270 mi) de vías multiuso, 8 km (5,0 mi) de carriles bici, 200 km (120 mi) de carriles bici en carretera, y 257 km (160 mi) de arcenes pavimentados. 204 km (127 mi) de nuevas instalaciones para bicicletas se añadieron entre 2011 y 2014.
Numerosas calles del centro están restringidas a los peatones. En 1966, toda la calle Sparks se convirtió en un centro comercial peatonal. Desde 1960, otras avenidas, calles y vías verdes están reservadas a peatones y ciclistas los sábados, domingos, festivos y eventos seleccionados. En 2021, el ayuntamiento aprobó por unanimidad el Plan del Mercado Byward para que la zona del mercado fuera más peatonal y sin autos. Entre 2009 y 2015, la NCC introdujo el sistema de bicicletas compartidas Capital Bixi. Esto continuó hasta que la empresa VeloGo se hizo cargo del programa de 2015 a 2018, cuando cesó la asociación. Desde entonces se han introducido sistemas de scooter compartido en el centro de la ciudad y en las zonas céntricas.

## Cultura

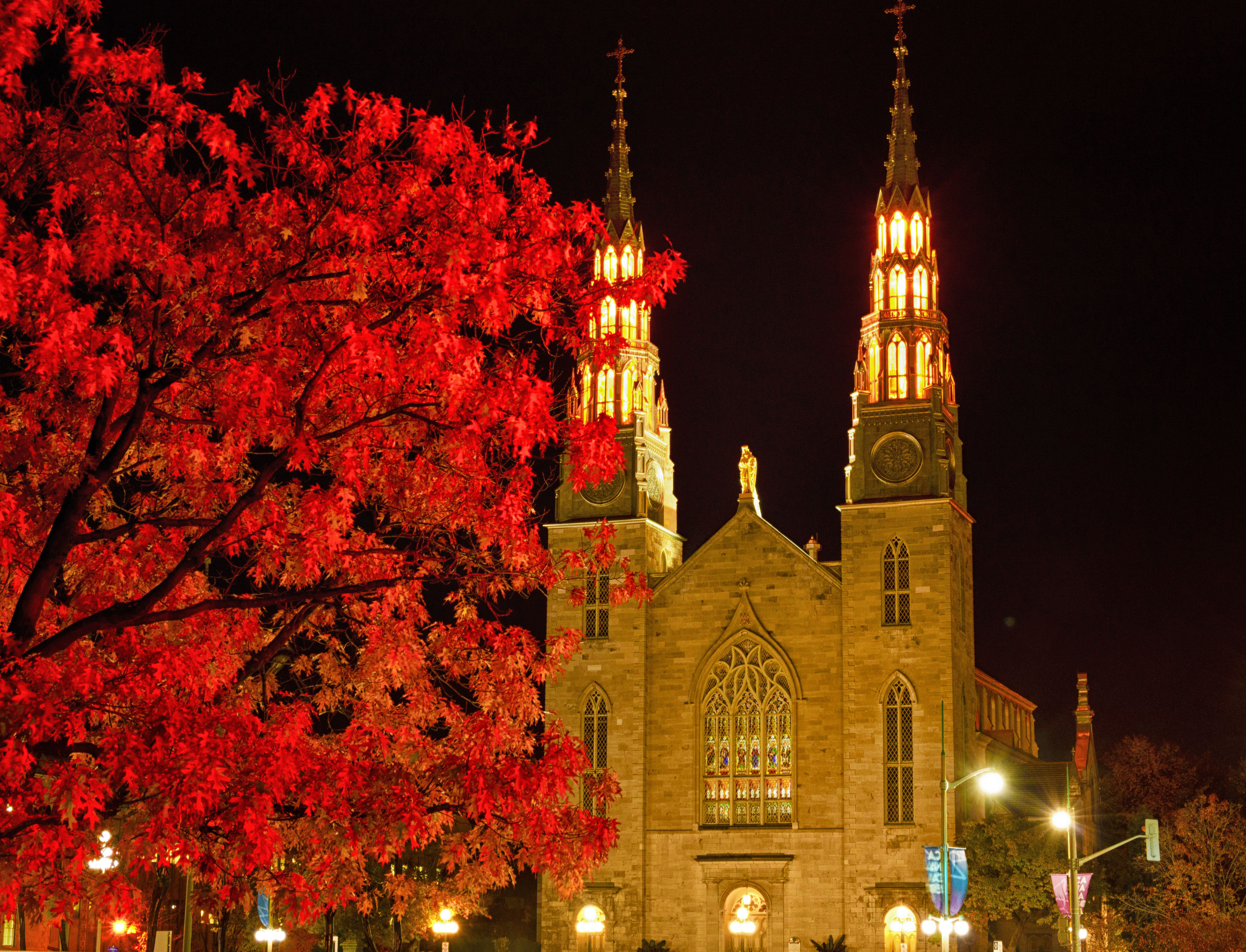
Catedral Basílica de Notre-Dame (Nuestra Señora) en Ottawa, de estilo neogótico fue establecida en 1846

### Arquitectura
La arquitectura de Ottawa está más marcada por el papel de la ciudad como capital nacional de Canadá. Esto le confiere a la ciudad una serie de estructuras monumentales diseñadas para representar al gobierno federal y a la nación. También significa que, como ciudad dominada por los burócratas del Gobierno, gran parte de su arquitectura tiende a ser formalista y funcional. Sin embargo, la ciudad también está marcada por estilos arquitectónicos románticos y pintorescos, como la arquitectura de renacimiento gótico del edificio del Parlamento.
Ottawa siempre ha tenido una mezcla de diferentes estilos arquitectónicos, que varían considerablemente en función de la época en que se construyó un edificio o un barrio. Aunque fue fundada a principios del siglo XIX, pocos edificios sobreviven de esa época y la gran mayoría de las estructuras de la ciudad datan del siglo XX. Gran parte del centro de la ciudad se transformó enormemente en las décadas de 1960 y 1970, y la franja de suburbios que rodea la ciudad también data de este periodo.

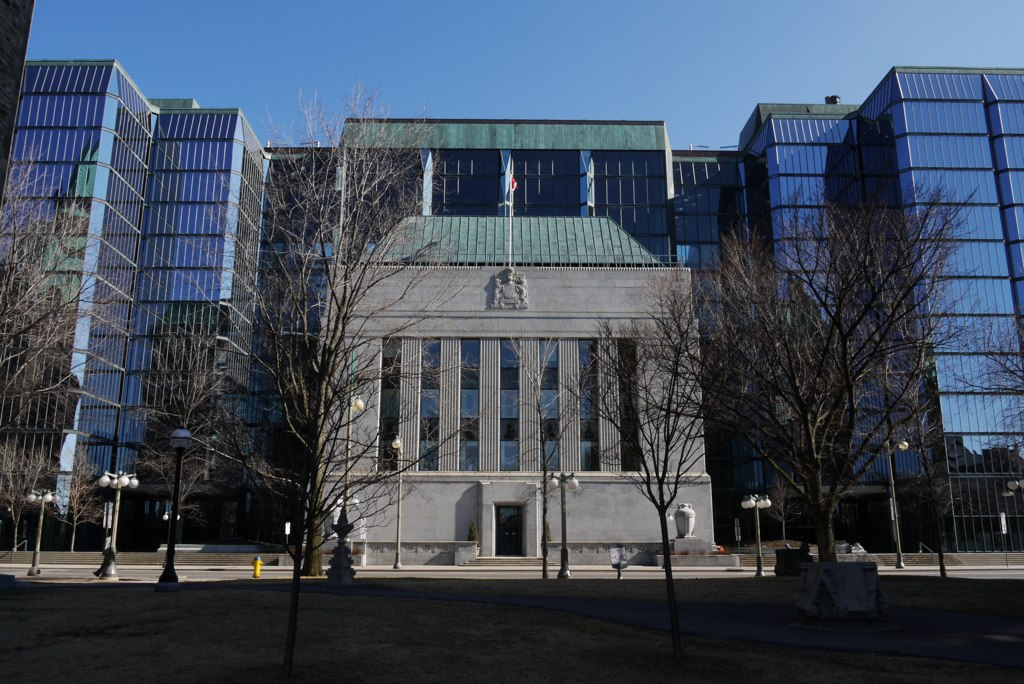
Sede del Banco de Canadá, que fue abierta en 1938 y es un ejemplo de Arquitectura neoclásica

El estereotipo general de la arquitectura de Ottawa es que es sobria y poco ambiciosa. El consultor de diseño urbano Trevor Boddy afirmó que «sin los extremos relativos de pobreza y riqueza que se dan aquí, ni las concentraciones vitales de culturas inmigrantes que denotan la mayoría de las ciudades canadienses, Ottawa parecía que sólo representaba la norma hueca, el centro vacante». El crítico de arquitectura Rhys Phillips, del Ottawa Citizen, se ha hecho eco de estas preocupaciones y ha afirmado que Ottawa «parece un pueblecito cansado de las praderas, lo cual es adecuado ya que el 80% de los funcionarios se criaron en Manitoba y Saskatchewan».
La presencia del gobierno federal ha modelado todas las facetas de la ciudad de Ottawa, y su arquitectura se ha visto afectada de forma dramática tanto para bien como para mal. Ottawa es una gran ciudad casi exclusivamente porque fue elegida capital de la nueva nación de Canadá, y el gobierno federal sigue siendo el principal empleador de la ciudad. Muchas de las estructuras más aclamadas de Ottawa son el resultado de proyectos del gobierno federal, pero la afinidad por lo barato y lo anodino de los edificios gubernamentales recientes también ha desempeñado un papel central en la percepción de la torpeza arquitectónica de Ottawa.

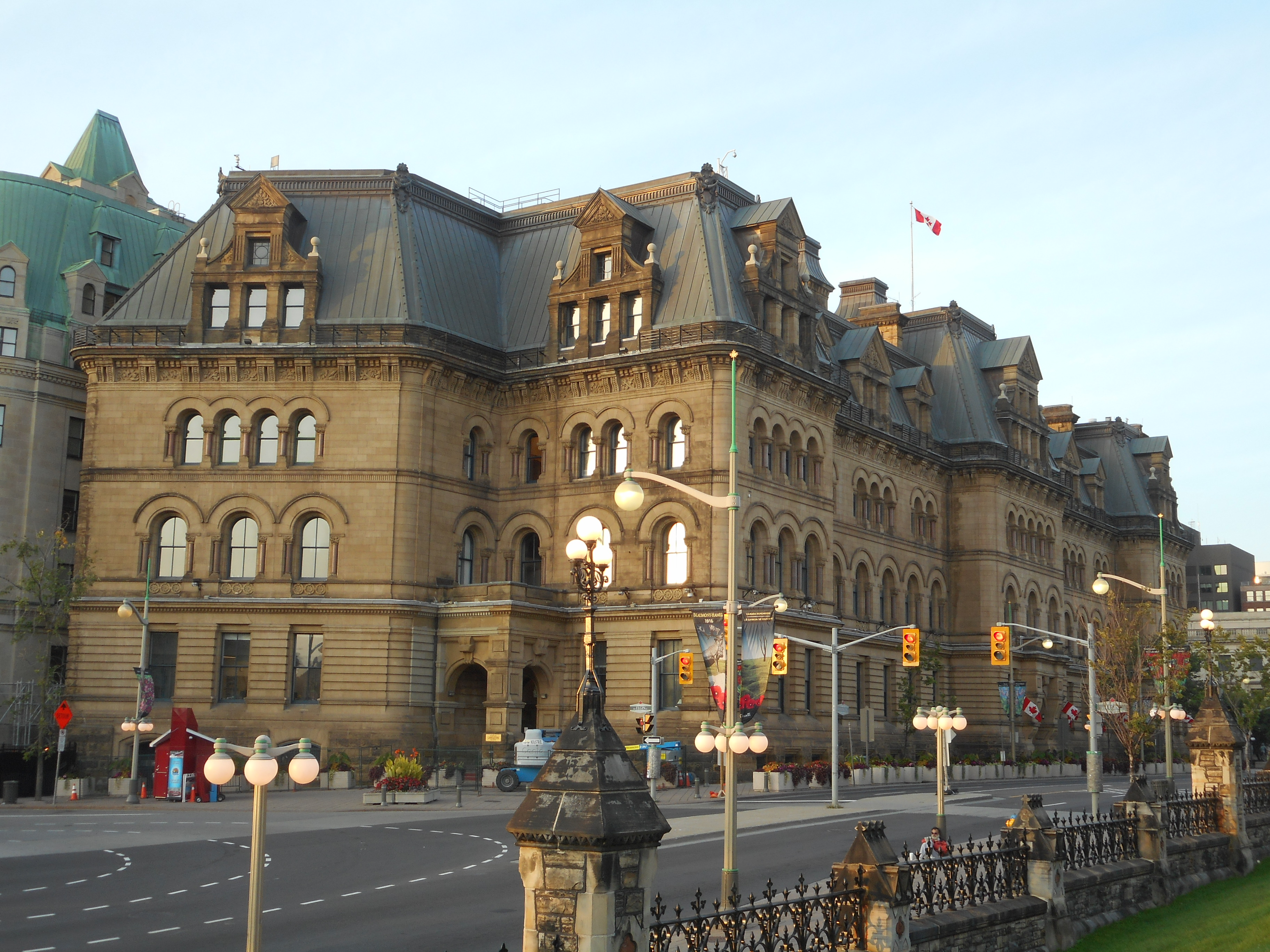
El Edificio Langevin, oficina del primer ministro de Canadá

En los años posteriores a la Confederación canadiense, el Gobierno de Canadá construyó una serie de estructuras monumentales en Ottawa. El más importante de estos edificios fue el Parlamento de Canadá, sin duda el edificio más famoso de Ottawa y también aclamado por la crítica arquitectónica. El complejo parlamentario consta de una serie de estructuras neogóticas. Son uno de los ejemplos más destacados del mundo del alto gótico victoriano, sin intentos de imitar el medievalismo, sino más bien una recombinación de formas góticas en un estilo de construcción totalmente original. Los primeros edificios de la administración pública se construyeron en un estilo igualmente elevado, con el Bloque Langevin de estilo Segundo Imperio y el Edificio Baronial Connaught como dos ejemplos destacados. El Centro de Acogida de Visitantes del Gobierno de Canadá, uno de los muchos proyectos en curso en el Parlamento, combina los estilos arquitectónicos neogótico y contemporáneo de manera que la nueva arquitectura se integra en su contexto histórico.
En las décadas siguientes, el gobierno federal adoptó el modernismo. La actitud hacia los edificios gubernamentales también cambió. En épocas anteriores, todos los edificios gubernamentales se consideraban símbolos importantes del país y se diseñaban para ser monumentales y funcionales a la vez. Sin embargo, en la década de 1960, la eficiencia y la rentabilidad eran los principales objetivos de los proyectos gubernamentales. 

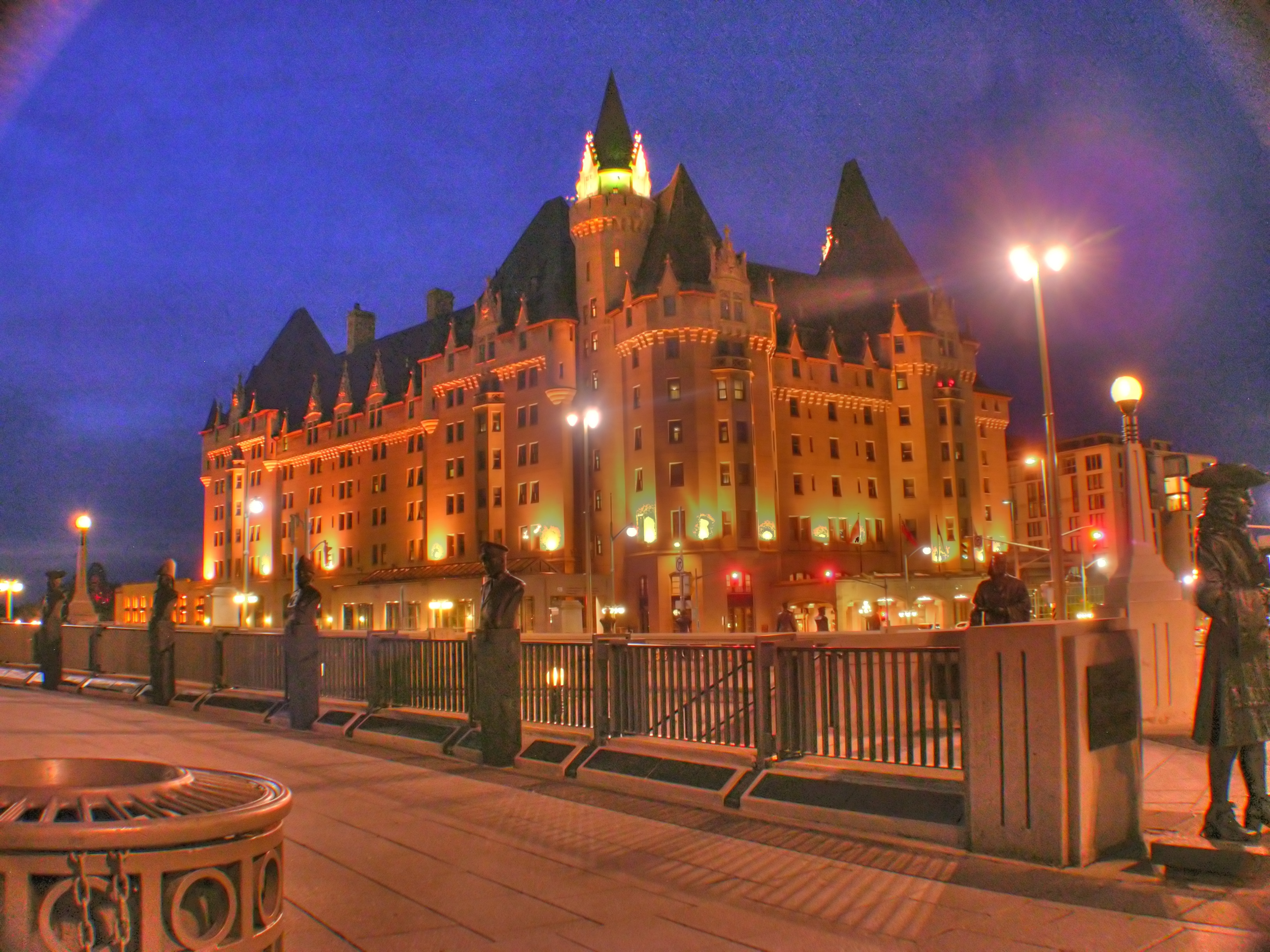
El Hotel Château Laurier

Las numerosas estructuras gubernamentales construidas durante esta época tienden a ser modelos de minimalismo de estilo internacional, desornamentadas, sin ningún intento de distinción. Además, en una época de descontento político por los elevados impuestos, era incluso prioritario que los edificios no fueran baratos, sino que también parecieran baratos para que los visitantes de las regiones no tuvieran la sensación de que el gobierno federal malgastaba su dinero en Ottawa.
En esta época, el gobierno federal decidió erigir muchos de sus nuevos edificios fuera del núcleo del centro de la ciudad. En parte por razones políticas, el gobierno del primer ministro Pierre Trudeau optó por construir una serie de enormes torres de oficinas del gobierno federal en el lado quebequense de la frontera, entre las que destacan la Place du Portage y Terrasses de la Chaudière. En la parte occidental de Ottawa se construyó un conjunto de edificios gubernamentales en Tunney's Pasture. En el centro de la ciudad se construyó mucho durante esta época, sobre todo después de que la ciudad suavizara la restricción de altura de 150 pies impuesta a las torres de oficinas. Algunos ejemplos son el Cuartel General del Departamento de Defensa Nacional, junto al canal, y el complejo de la Place de Ville, construido por el promotor privado Robert Campeau, pero que alberga principalmente departamentos gubernamentales.

La arquitectura doméstica de Ottawa está dominada por viviendas unifamiliares. También hay un número menor de casas adosadas, casas en hilera y edificios de apartamentos. La mayoría de los edificios domésticos están revestidos de ladrillo, y un pequeño número de madera o piedra.

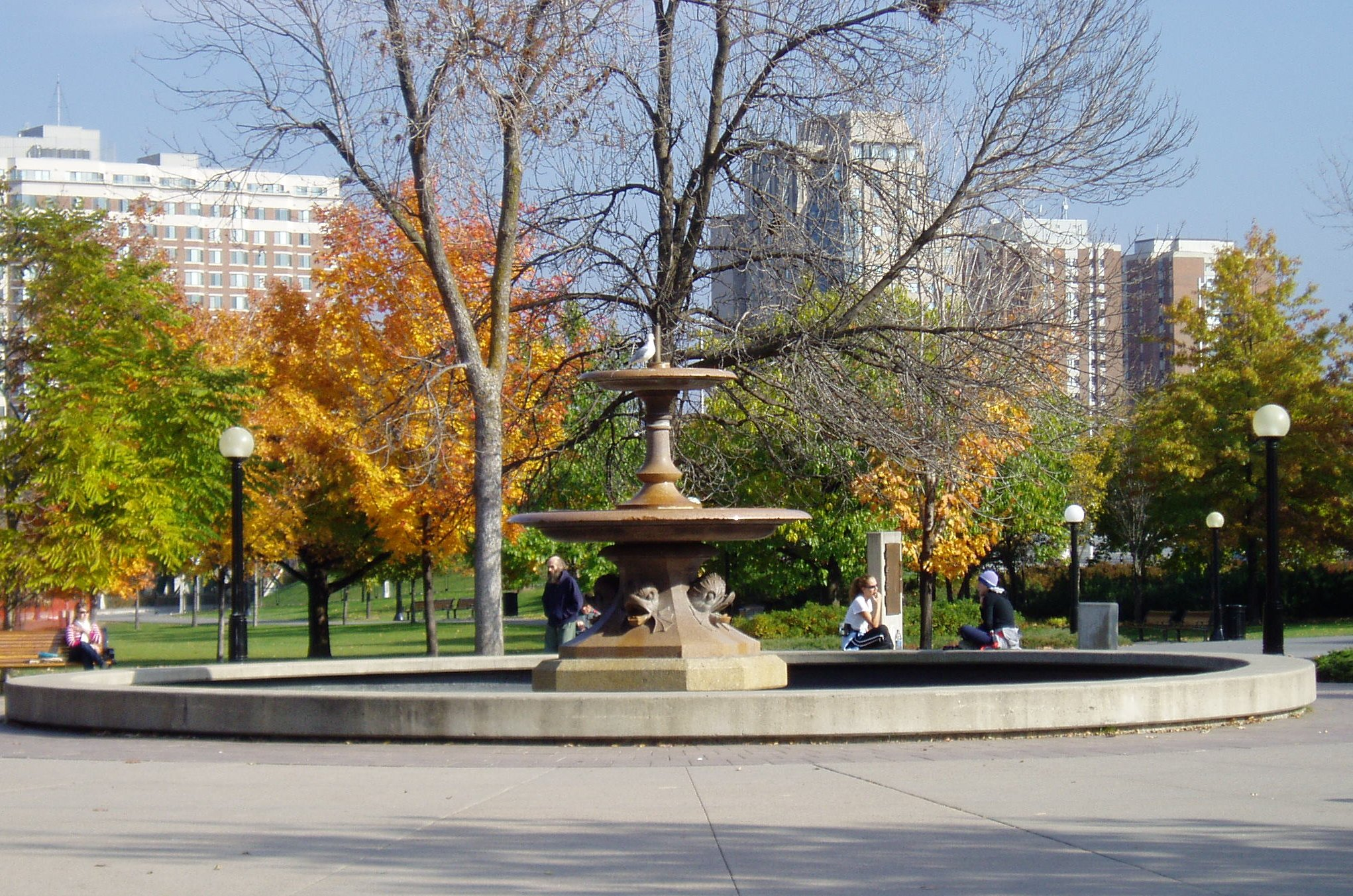
Confederation Park.

### Museos
- La Galería Nacional de Canadá
- El Museo Canadiense de la Naturaleza
- El Museo Canadiense de la Historia
- El Museo Canadiense de Fotografía Contemporánea
- El Museo Canadiense de la Guerra

La colección de la Galería Nacional Canadiense documenta el desarrollo del arte canadiense, pero también exhibe arte asiático y europeo. El edificio del museo, con su llamativa cúpula de cristal, fue diseñado por Moshe Safdie en 1988. El museo posee obras de artistas como Lucas Cranach el Viejo, El Greco, Gustav Klimt, Pablo Picasso y Andy Warhol. El arte canadiense está representado por obras de Paul Kane y el Grupo de los Siete, por ejemplo. El museo también cuenta con una sección dedicada al videoarte. En la explanada se encuentra la escultura de bronce en forma de araña Maman, de diez metros de altura, creada por la escultora francesa Louise Bourgeois y erigida en 1999.

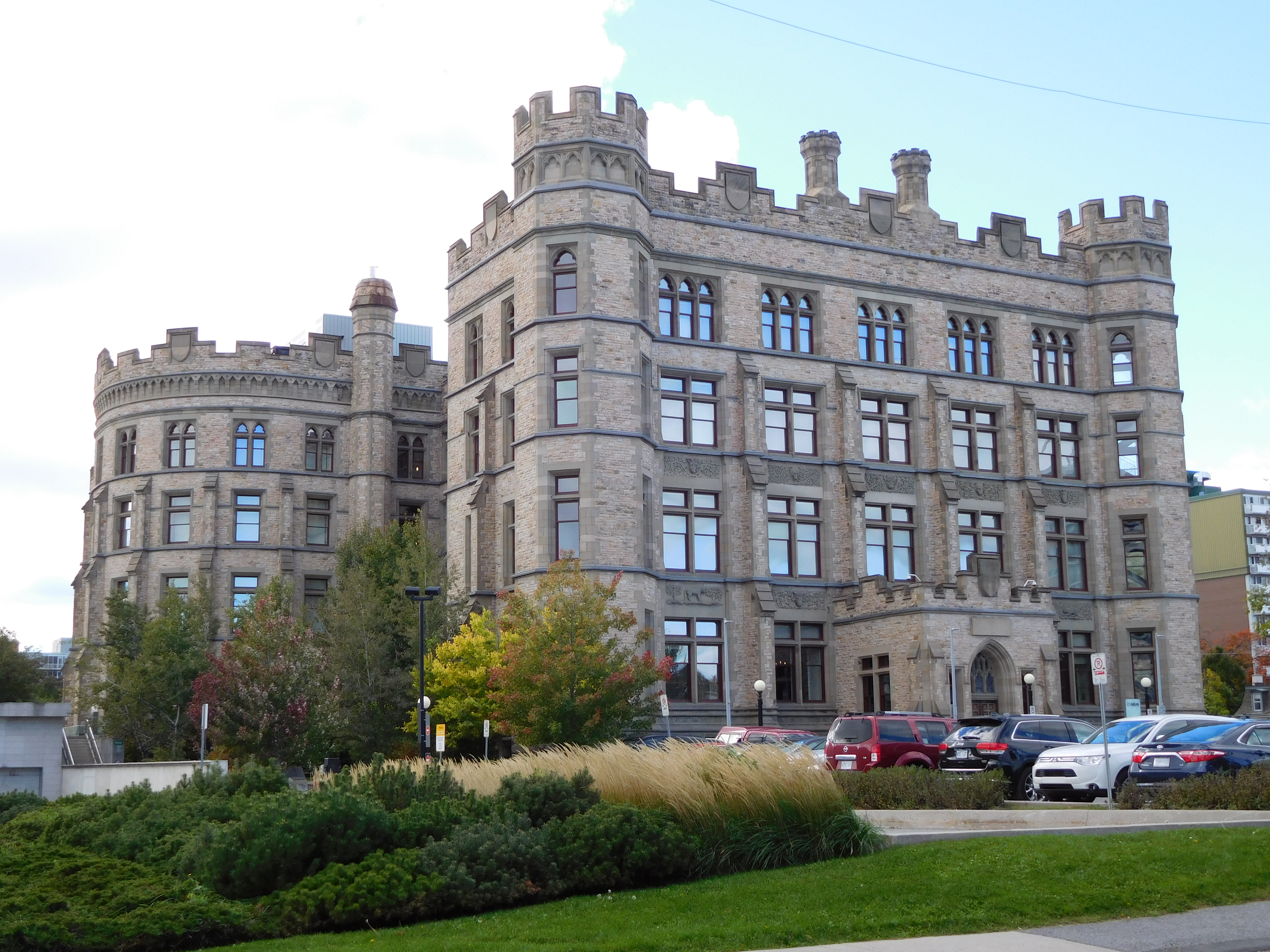
Museo Canadiense de la Naturaleza

Junto al Château Laurier se encuentra el Museo de Fotografía Contemporánea, dependiente de la Galería Nacional. Ubicado en un antiguo túnel ferroviario, alberga más de 150.000 fotografías de artistas canadienses en su mayoría.
Desde 2005, el Museo Canadiense de la Guerra se encuentra en un nuevo edificio situado en Lebreton Flats, cerca del río Ottawa. El edificio fue diseñado por los arquitectos Raymond Miriyama y Alex Rankin. Cinco secciones diferentes ilustran cronológicamente la historia bélica de Canadá, tanto en su país como en otras partes del mundo. Una de las atracciones es un Mercedes-Benz 770 descapotable original conducido por Adolfo Hitler. Esta pieza, que originalmente debía ser el auto de Hermann Göring, fue donada por un empresario quebequense en 1970. El museo también ha reconstruido algunos lugares de guerra muy conocidos, como una trinchera de la Primera Guerra Mundial.
En la vecina Gatineau se encuentra el Museo Nacional de Historia y Sociedad de Canadá, el más visitado del país. Está dedicado a la historia cultural y de asentamientos de Canadá, con exposiciones permanentes centradas en los pueblos aborígenes (principalmente las Primeras Naciones, pero también los métis y los inuit), la historia de los asentamientos de inmigrantes europeos y asiáticos y personalidades destacadas de la historia canadiense. El espacio también alberga el Museo Postal Canadiense, que cuenta con una colección de todos los sellos emitidos en Canadá.

### Festivales y Eventos

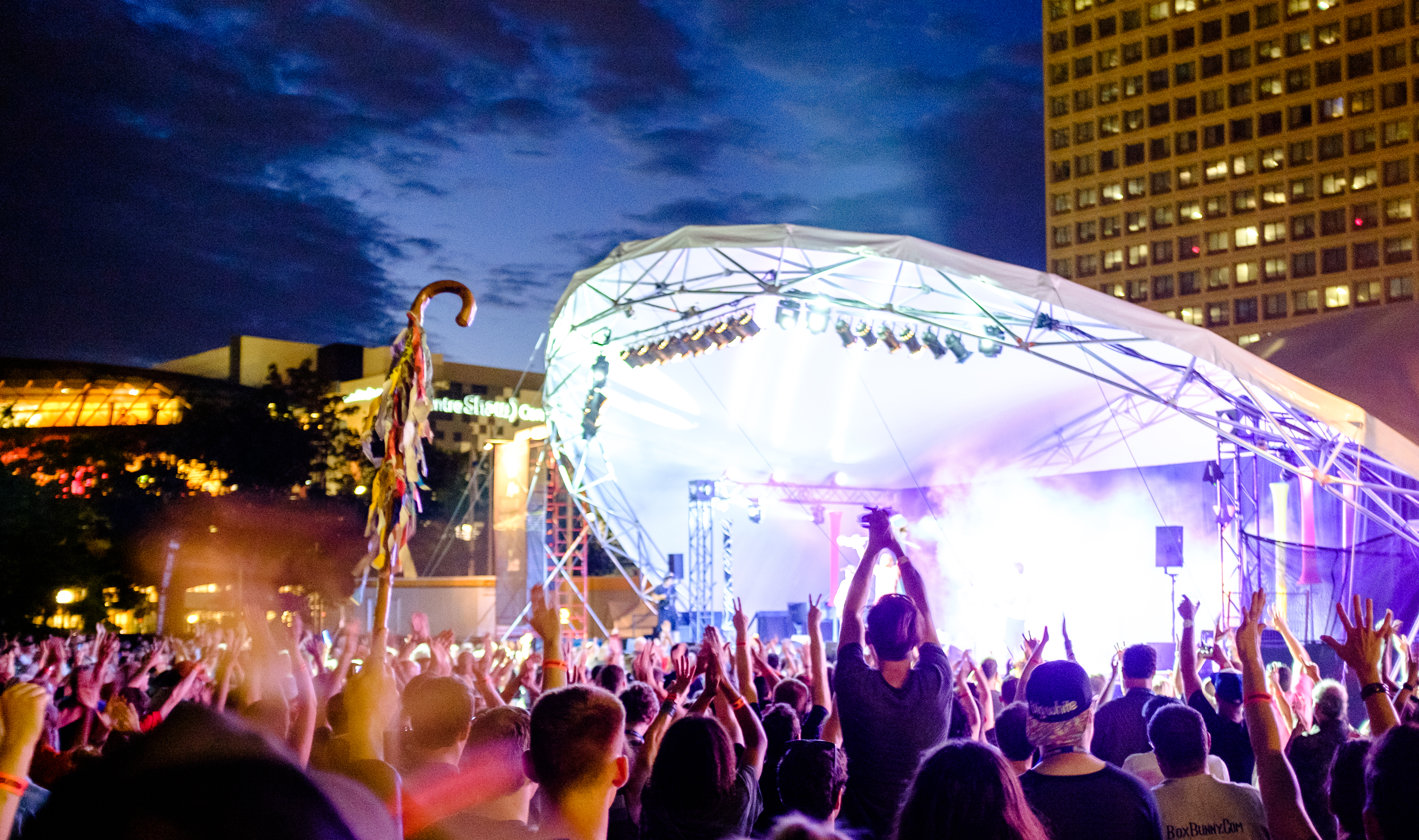
Festival de Jazz de Ottawa

Cada año se celebran en Ottawa más de 60 festivales y eventos de forma regular.
Todos los años en mayo se celebra el Desfile del Tulipán para conmemorar el nacimiento de la princesa holandesa Margriet durante el exilio de la familia real en Ottawa durante la Segunda Guerra Mundial. Durante su exilio, la reina Juliana pudo dar a luz a su hija en una habitación de hospital declarada extraterritorial con poca antelación, lo que aseguró su derecho a la sucesión al trono. En agradecimiento, la familia real holandesa sigue enviando cada año 20.000 bulbos de tulipán a la capital canadiense. Parte de esta celebración es un gran desfile de barcos por el Canal Rideau.

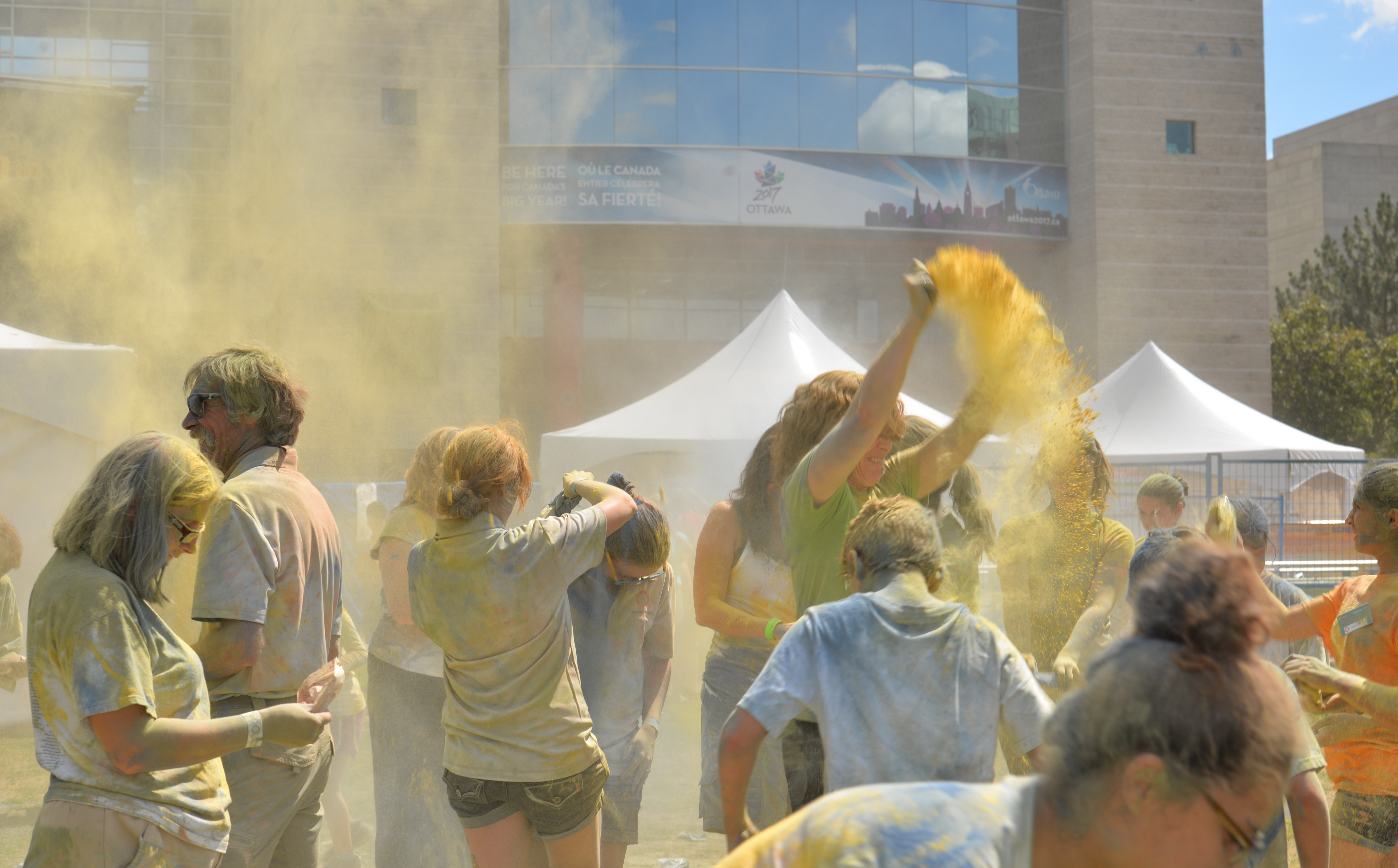
Evento Holi en el Festival de la India de Ottawa

El Festival Internacional de Música de Cámara de Ottawa, que se celebra en verano, es uno de los mayores eventos de música de cámara del mundo. El Festival Internacional de Jazz de Ottawa también se celebra en verano desde 1981. En 2011, alrededor de 295.000 visitantes asistieron a este evento. El mayor festival de blues de Canadá también se celebra en Ottawa. Desde 1994, durante once días del mes de julio se celebran conciertos de blues en varios escenarios. En 2007, más de 300.000 personas asistieron al festival.

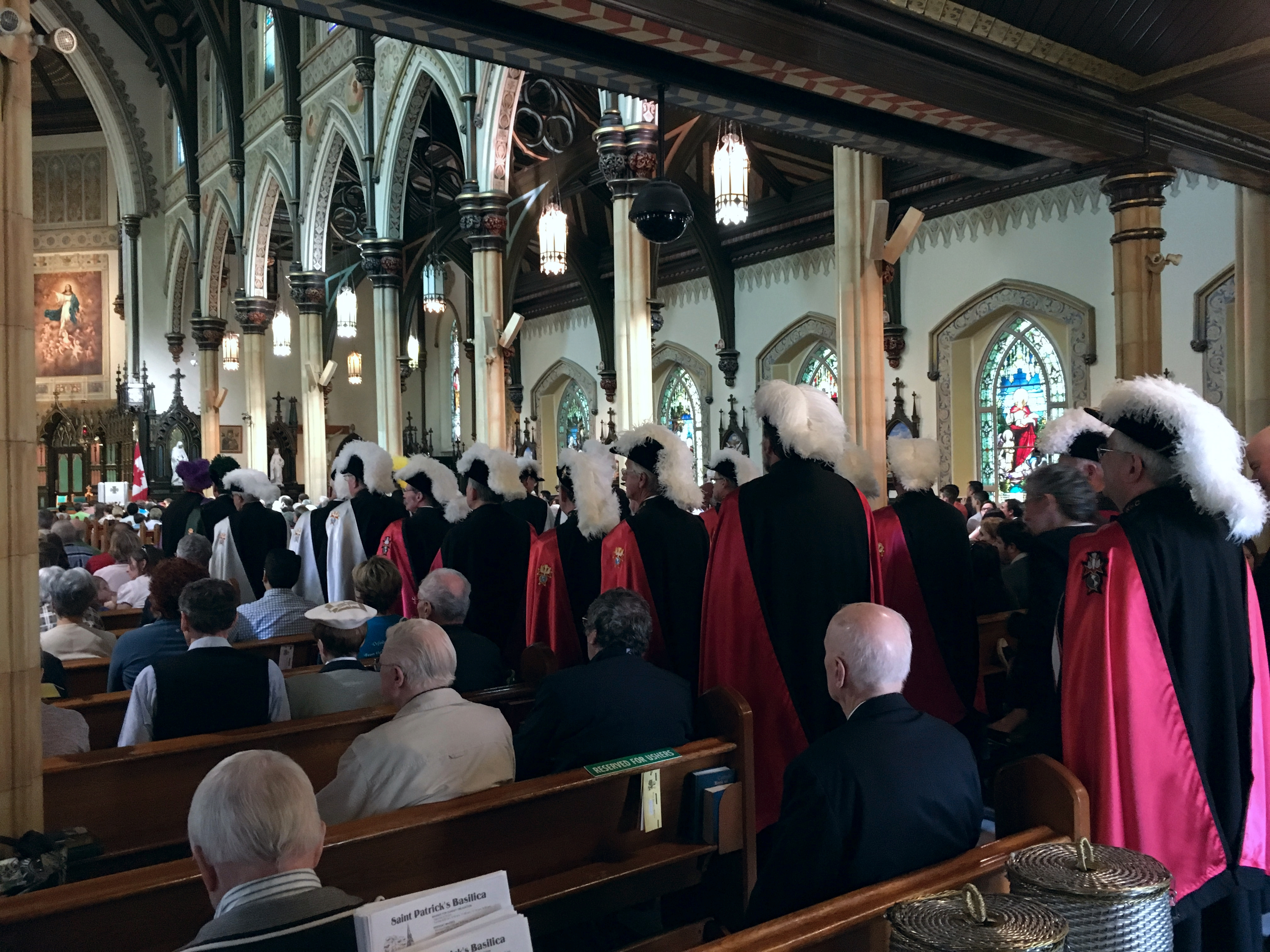
Los Caballeros de Colón en una celebración Católica e Ottawa

Los días festivos canadienses El Día de Canadá, el 1 de julio, se celebra generalmente en todo el país. Sin embargo, muchos actos como desfiles, grandes conciertos y la presencia de representantes de la política canadiense se concentran en Ottawa. La Reina Isabel II también participó en las celebraciones de 1967, 1990, 1992, 1997 y 2010.
Desde 1979, el festival al aire libre Winterlude (en francés: Bal de neige) se celebra en Gatineau y Ottawa en febrero. Como el Canal Rideau suele estar completamente helado durante los meses relativamente duros del invierno, se celebran conciertos de música y actividades deportivas sobre hielo en el canal. Una de las actividades más destacadas es el concurso de esculturas de nieve y hielo iluminadas por la noche. En 2007, el festival atrajo a cerca de 1,6 millones de visitantes.

### Arte
El Pequeño Teatro de Ottawa, fundado en 1913 con el nombre de Liga Dramática de Ottawa, es la compañía de teatro comunitario más antigua de Ottawa. Desde 1969, Ottawa es la sede del Centro Nacional de las Artes, un importante centro de artes escénicas que alberga cuatro escenarios y es sede de la Orquesta del Centro Nacional de las Artes, la Orquesta Sinfónica de Ottawa y la Ópera Lyra Ottawa.
Fundada en 1975, la Great Canadian Theatre Company está especializada en la producción de obras canadienses a nivel local. El panorama museístico de la ciudad destaca por albergar seis de los nueve museos nacionales de Canadá, el Museo de Agricultura y Alimentación de Canadá, el Museo de Aviación y Espacio de Canadá, el Museo de Ciencia y Tecnología de Canadá, el Museo Canadiense de la Naturaleza, el Museo Canadiense de la Guerra y la Galería Nacional de Canadá. La Galería Nacional de Canadá, diseñada por el famoso arquitecto Moshe Safdie, alberga de forma permanente la escultura Maman. El Museo Canadiense de la Guerra alberga más de 3,75 millones de objetos y se trasladó a unas instalaciones ampliadas en 2005. El Museo Canadiense de la Naturaleza se construyó en 1905 y se sometió a una importante renovación entre 2004 y 2010, que dio lugar a un esqueleto de ballena azul como pieza central y a la creación de una experiencia nocturna mensual, Nature Nocturne.

### Parques
Ottawa tiene más de 3.230 hectáreas de parques y zonas de juego, lo que la convierte en la segunda ciudad con más áreas verdes per cápita de Canadá, después de Edmonton.

## Deporte
| Equipo            | Deporte            | Competición                      | Estadio              | Creación |
| ----------------- | ------------------ | -------------------------------- | -------------------- | -------- |
| Atlético Ottawa   | Fútbol             | Canadian Premier League          | Estadio TD Place     | 2020     |
| Ottawa Senators   | Hockey sobre hielo | National Hockey League           | Canadian Tire Centre | 1997     |
| Ottawa Redblacks  | Fútbol canadiense  | Canadian Football League         | Estadio TD Place     | 2014     |
| Ottawa Blackjacks | baloncesto         | Canadian Elite Basketball League | TD Place Arena       | 2019     |

Ottawa también contaba con un equipo de béisbol en una liga profesional secundaria, los Ottawa Lynx de la International League, patrocinados por los Baltimore Orioles. La International League recientemente aprobó la venta de los Ottawa Lynx. Los compradores planean mover el equipo a Allentown, Pensilvania, Estados Unidos, según los términos de la venta, en 2008.
Ottawa también tiene un equipo juvenil de hockey sobre hielo, los Ottawa 67's de la Ontario Hockey League. Las dos principales universidades de la ciudad, la Universidad de Carleton y la Universidad de Ottawa, también poseen asociaciones atléticas, los Carleton Ravens y los Ottawa Gee Gees, respectivamente. El principal equipo de fútbol de Ottawa es el Ottawa Fury, que juega en la W-league, la principal liga femenina de fútbol de Canadá y los Estados Unidos, y en la USL Premier Develpoment League, una liga de fútbol amateur. Las carreras de caballos se celebran en la Rideau Carleton Raceway, y los eventos automovilísticos en la Capital City Speedway. Ottawa también tiene un equipo profesional de hockey sobre hielo femenino, las Ottawa Raiders. Ottawa acogerá el Campeonato Mundial de hockey sobre hielo juvenil en 2009.

La ciudad acoge numerosas actividades deportivas, como el patinaje en el Canal Rideau y el curling en invierno, y el ciclismo y el jogging a lo largo del río Ottawa, el Canal Rideau y el río Rideau en verano, ultimate todo el año, esquí y caminatas en el Greenbelt y en el cercano Gatineau Park, deportes náuticos en el Lac Deschenes, y golf en los varios campos de golf de la ciudad. Durante los meses más fríos del invierno, hay pesca en el hielo en el río Ottawa. Ottawa tiene varios clubes de cricket.

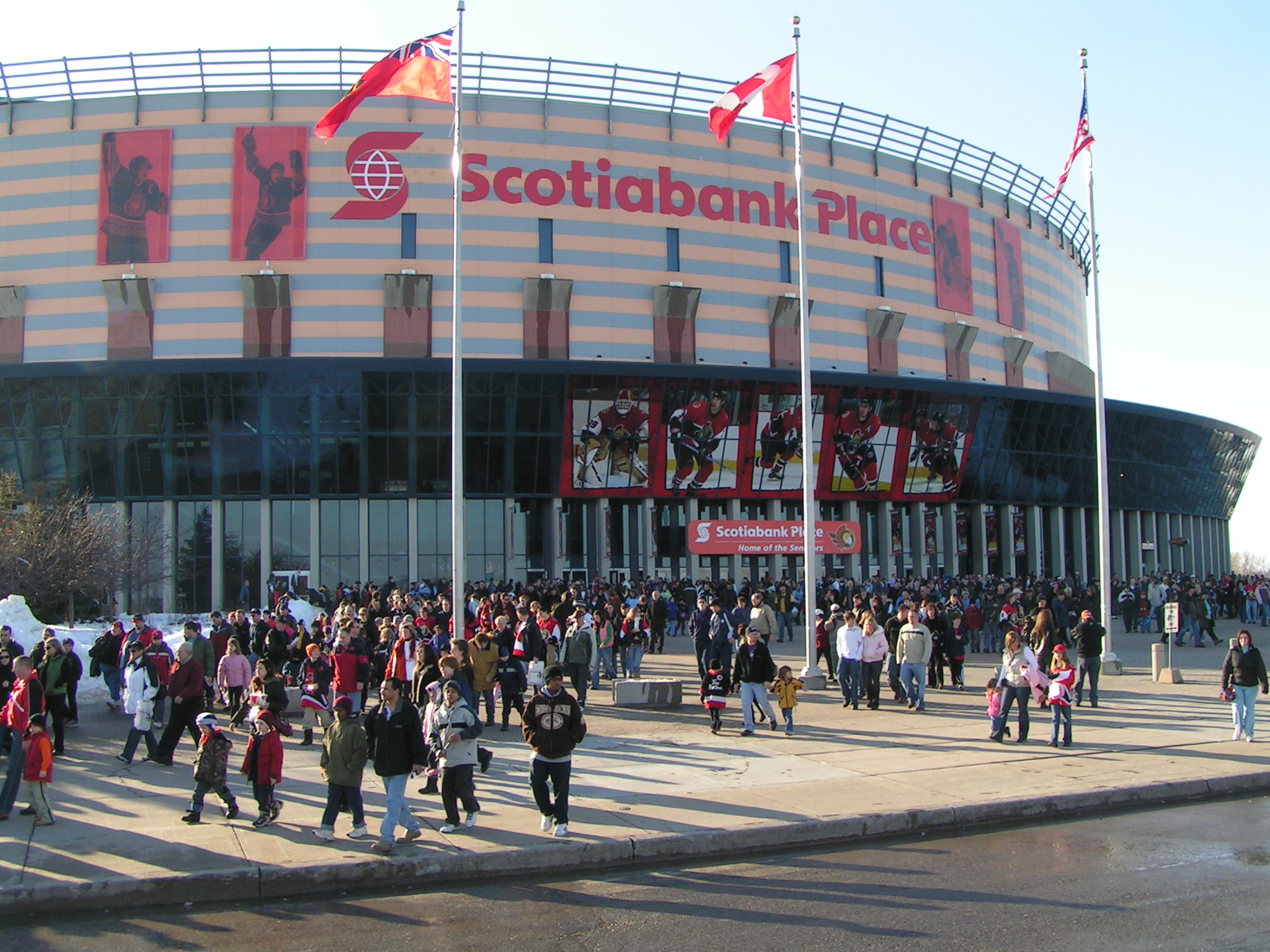
Vista del Canadian Tire Centre, la casa de los Ottawa Senators.

### Eventos anuales
Ottawa acoge varios festivales y eventos conocidos nacionalmente:
- La Winterlude, realizada en febrero en el Canal Rideau, es un carnaval de invierno.[79]

- El Tulip Festival es un evento internacional, en el que la ciudad recibe, cada primavera, centenares de miles de tulipanes, como regalo de la Familia Real Neerlandesa. Estas flores se plantan en varias áreas de la ciudad.[80]

- El Día de Canadá, en el que se celebra la independencia del país, el 1 de julio. Miles de personas de todas las partes del país van a Ottawa para festejar dicho aniversario.[81]

## Ciudades hermanadas
Ottawa está hermanada con:
| Ciudades con Acuerdo de Hermanamiento con Ottawa |
| ------------------------------------------------ |
| Pekín, China                                     |
| El Cairo, Egipto                                 |
| Catania, Italia                                  |

Además mantiene acuerdos de cooperación con las siguientes ciudades:
| Acuerdos de Cooperación con Ottawa |
| ---------------------------------- |
| Buenos Aires, Argentina            |
| Caracas, Venezuela                 |
| Bogotá, Colombia                   |
| Toledo, Castilla-La Mancha, España |
| Guadalajara, México                |
| Moscú, Rusia                       |